# Taylor Swift
Taylor Alison Swift (* 13. prosince 1989 West Reading, Pensylvánie) je americká zpěvačka, textařka, skladatelka, multiinstrumentalistka, režisérka a herečka. Je jednou z nejúspěšnějších zpěvaček počátku 21. století, v roce 2023 se stala autorkou s historicky nejvíce alby na prvním místě v hitparádách časopisu Billboard. V roce 2024 byla první umělcem, který překonal 100 miliard celkových poslechů na Spotify. Její úspěch tkví dle novinářů a fanoušků v několika zásadních ohledech, a to schopnosti psát texty písní s emocionálními příběhy, s nimiž se posluchači mohou identifikovat, v udržování více osobního vztahu se svými fanoušky a také v tom, že její hudba pokrývá více žánrů od country přes pop k indie, a zasahuje tak široké spektrum posluchačů.
Swift je zároveň velmi schopná a úspěšná v propagaci své tvorby, podnikání a marketingu obecně. Jen za rok 2013 vydělala 40 milionů dolarů (téměř 789 milionů korun), což bylo nejvíc mezi osobnostmi z hudební branže. Její odhadované celkové jmění přesáhlo v roce 2023 podle analýzy Bloomberg News jednu miliardu dolarů a je tak jednou z nejbohatších osobností hudební branže.
Svou hudební kariéru začala jako country zpěvačka a textařka. Známá je především písněmi s tematikou milostných vztahů. Ve svých 14 letech se stala nejmladší textařkou, která podepsala smlouvu s vydavatelstvím Sony/ATV Publishing.
Za svou kariéru vydala několik studiových alb, za které obdržela přes desítku cen Grammy. Stala se i nejmladší držitelkou této ceny v kategorii Album roku. Dále je držitelkou několik desítek cen American Music, Emmy, MTV Video Music, Billboard Music a i množství Guinnessových světových rekordů. Stala se první ženskou umělkyní, která přesáhla 100 milionů posluchačů měsíčně na platformě Spotify. Zároveň je dle Guinnessovy knihy rekordů jediným žijícím umělcem, který měl kdy v hitparádě Billboard 200 celkem 10 alb zároveň.
Kromě hudební kariéry si Taylor Swift vyzkoušela i roli herečky, i když většinou ve formě malých rolí. Objevila se v jedné epizodě Kriminálky Las Vegas v roce 2009, v komedii Na sv. Valentýna (2010) a svůj hlas propůjčila postavě Audrey v animovaném filmu The Lorax (2012), v roce 2013 natočila krátkou scénu v komedii New Girl, v roce 2014 hrála vedlejší roli ve filmu Dárce a objevila se s písní i ve filmové verzi muzikálu Cats.
Věnuje také finance na široké spektrum dobročinných účelů: podporuje umělecké vzdělávání, dětskou gramotnost, přispívá na pomoc při přírodních katastrofách, podporuje práva LGBT+ komunity a přispívá na charitu pro nemocné děti.

## Život
Taylor Alison Swift se narodila 13. prosince 1989 ve West Readingu v Pensylvánii. Umí hrát na několik nástrojů; během koncertů střídá kytaru, elektrickou kytaru, banjo a piano. Je velkou fanynkou amerického seriálu Chirurgové (v originálu Grey's Anatomy), v 5. sérii seriálu se objevila i její píseň „White Horse“. Miluje kočky a několik kočičích mazlíčků vlastní, jmenovitě jsou to: Meredith Grey a Olivia Benson (obě plemeno Skotská klapouchá) a Benjamin Button (plemeno Ragdoll), se kterým se nechala v roce 2023 vyfotit i na obálku časopisu Time ku příležitosti jejího ocenění titulem Osobnost roku. Její šťastné číslo je 13, tedy datum jejího narození – během koncertů si ho i malovala na hřbet ruky a je i součástí její přezdívky na Twitteru (od roku 2023 síť X).
Její otec, Scott Kingsley Swift, je bývalý burzovní makléř investiční společnosti Merrill Lynch. Vyrostl v Pensylvánii a je potomkem tří generací bankovních prezidentů. Její matka Andrea Gardner Swift (rozená Finlay) dříve pracovala jako obchodní jednatelka investičního fondu, než se stala ženou v domácnosti. Ačkoli je Američanka, strávila její matka prvních deset let svého života v Singapuru. Pak se její rodina usadila v Texasu. Matčin otec byl inženýr ropných vrtů a pracoval napříč jihovýchodní Asií.

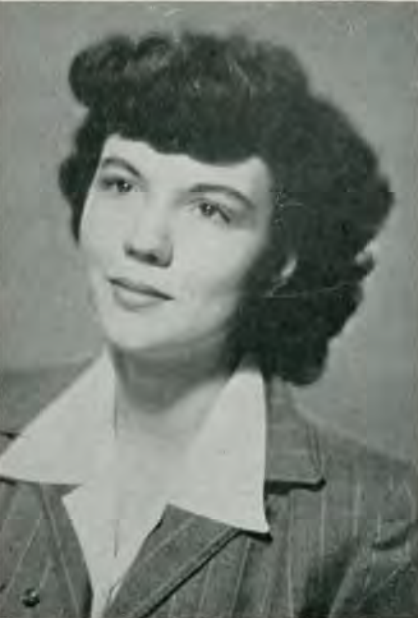
Babička Swift, operní pěvkyně Marjorie Moehlenkamp Finlay

Babička Swift z matčiny strany, Marjorie Moehlenkamp Finlay, byla operní pěvkyně narozená v Memphisu, která se v 50. letech 20. století objevila i v televizním a rádiovém vysílání. Zemřela v roce 2003 v rodném městě Taylor Swift v Readingu v Pensylvánii (Swift bylo v té době 13 let). Píseň „Marjorie“ z alba Evermore napsala přímo o své babičce, píseň dokonce obsahuje přímo její vokály v pozadí. Prarodiče Taylor Swift z otcovy i matčiny strany se objevili na fotografiích v několika jejích hudebních videích. Počátkem března 2024 web Ancestry.com v reportáži NBC uvedl zajímavost, že Swift sdílí vzdálený příbuzenský vztah s básnířkou Emily Dickinson, a to prostřednictvím společného předka, anglického imigranta ze 17. století, jenž měl údajně být pradědečkem v 6. generaci vůči Dickinson a v 9. generaci vůči Swift.
Taylor Swift má mladšího bratra Austina, který studoval herectví na University of Notre Dame, posléze přešel na Vanderbilt University. Objevil se například ve filmech Skrytý nepřítel (I.T.) a Pod rouškou noci (Live by Night), v několika seriálech a produkoval své sestře Taylor dokumentární film s názvem Folklore: The Long Pond Sessions a některá její hudební videa.

### Dětství
Taylor Swift svoje dětství strávila na malé plantáži vánočních stromků v Montgomery County v Pensylvánii. Rodina vlastnila několik amerických kovbojských koní a shetlandských poníků. Její matka ji posadila do sedla už když jí bylo devět měsíců, později soutěžila v jezdeckých show. Swift byla pojmenována po zpěvákovi Jamesi Taylorovi; její matka věřila, že jí genderově neutrální jméno Taylor pomůže při budování podnikatelské kariéry. Swift uvedla pro magazín Rolling Stone: „Máma myslela, že bude skvělé mít na vizitce napsáno Taylor, protože ten, kdo si ji přečte, nebude předem vědět, zda jde o muže či ženu.“

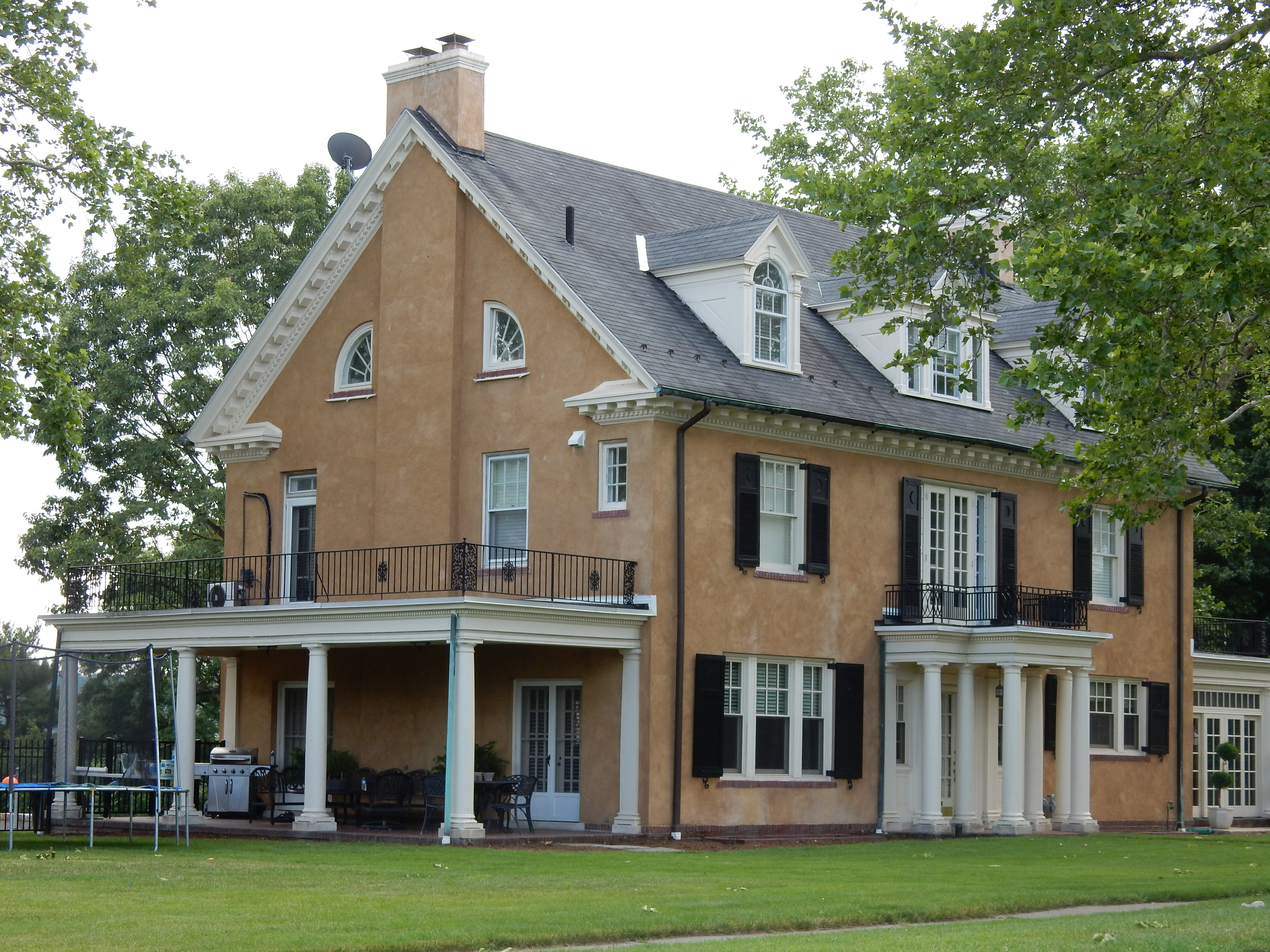
Rodinný dům ve Wyomissingu, kde rodina Swift žila.

Swift absolvovala předškolní vzdělávání v Alvernia Montessori School zřizovanou františkánskými jeptiškami, poté chodila na soukromou školu Wyndcroft School v Pottstownu v Pensylvánii. Když jí bylo devět let, její rodina se přestěhovala do Wyomissingu v Pensylvánii, kde navštěvovala základní školu ve West Readingu a střední školu Wyomissing Area Junior/Senior High School. Swift v nové škole nikoho neznala a nezískala moc přátel, hudba se jí tak stala útěkem z osamělého dětství. Letní prázdniny trávila v letním bytě svých rodičů ve Stone Harboru v New Jersey, které popisuje jako místo, „kde vznikla většina mých dětských vzpomínek“.
Během svého dospívání obrátila pozornost k muzikálům a vystupovala v mnoha produkcích dětské divadelní společnosti Berks Youth Theatre Academy, např. v muzikálech jako Grease (postava Sandy), Annie, Bye Bye Birdie a The Sound of Music. Právě na večírcích divadelní společnosti našla zalíbení v karaoke zpěvu country hudby. Inspirovaná tvorbou Shanii Twain a dalších významných country zpěvaček začala zajímat o country hudbu. Od té doby trávila víkendy vystupováním na místních festivalech, veletrzích, v kavárnách, na karaoke soutěžích, skautských srazech, v zahradních klubech a nemocnicích.
Když bylo Swift čtrnáct let a měla již podepsanou smlouvu s RCA Records, rodina souhlasila s přesunem – její otec přestoupil do nashvillské pobočky Merrill Lynch a rodina se přestěhovala do domu na pobřeží jezera v Hendersonville u města Nashville ve státě Tennessee. To podpořilo její kariéru a později to popsala jako „neuvěřitelnou oběť“ od své rodiny. Její rodiče to Swift prezentovali jako přesun do dobré komunity a netlačili na dceru, aby z toho nutně vytěžila možnost stát se hvězdou. Její matka řekla: „Vždycky jsme jí říkali, že to neděláme ani pro peníze, ani abychom si splnili nějaký vlastní sen.“ V Tennessee chodila Swift na střední školu Hendersonville High School. Později, aby zvládala svůj koncertní rozvrh, přestoupila Swift na Aaron Academy – soukromou katolickou školu, která nabízela domácí vyučování. V roce 2008 získala středoškolský diplom.

### Vztahy
Swift používá své písně jako způsob uchování svých vzpomínek a pocitů. V textech tak promítla i zkušenosti ze svých romantických vztahů i platonických lásek. Někdy byla její inspirace natolik zřejmá, že na její tvorbu nelibě reagovali bývalí partneři, například hudebník John Mayer. I vzhledem k tomu, že její texty často vypráví příběhy rozchodů a neúspěšných vztahů a navíc byli její pozdější partneři sami často slavné osobnosti, byl milostný život Swift pravidelně skloňován v médiích a přitahoval pozornost nejen jejích fanoušků. Swift sama tlak médií uvádí jako jeden z důvodů, proč její vztahy neměly příliš dlouhého trvání.
Mezi její bývalé krátkodobé milostné partnery patří (chronologicky od roku 2008) hudebník Joe Jonas ze skupiny Jonas Brothers, herec Taylor Lautner známým hlavně z filmové série Twilight, mezi lety 2009 a 2010 byla spojována s hudebníkem Johnem Mayerem, později chodila s hercem Jakem Gyllenhaalem, vnukem amerického politika R. Kennedyho Jr. Conorem Kennedym a se zpěvákem a tehdejším členem skupiny One Direction Harrym Stylesem, hudebníkem Calvinem Harrisem (se kterým napsala i píseň „This Is What You Came For“ pod pseudonymem Nils Sjöberg) a hercem Tomem Hiddlestonem známým rolí Lokiho v sérii filmů Thor. Mezi lety 2016 a 2023 pak byla v dlouhodobém vztahu s hercem Joem Alwynem. V roce 2023 se pak objevila na veřejnosti s hráčem amerického fotbalu Travisem Kelcem.

### Politické smýšlení
K politice se Swift dlouhodobě nijak nevyjadřovala, za což byla kritizována médii i fanoušky, nicméně se dle svých slov necítila v pozici, kdy by byla dostatečně vzdělaná k tomu o politice mluvit a zároveň se chtěla vyhnout negativním dopadům svých politických názorů na svou kariéru ale i duševní zdraví. Díky absenci jejích veřejných vyjádření k politice a její image ji dokonce americké ultrapravicové hnutí „alt-right“ označilo jako svou „árijskou popovou princeznu“.
V roce 2008 se nepřímo vyjádřila k podpoře již zvoleného amerického prezidenta Baracka Obamy. Během kampaně k prezidentským volbám v USA v roce 2016 nepodpořila však otevřeně žádného z kandidátů, nicméně vyzvala k tomu, aby její fanoušci šli k volbám. Svou výzvu opakovala na svém Instagramu i v roce 2023 v rámci National Voter Registration Day, což vedlo k zápisu více než 35 tisíc nových voličů. Swift se vyjádřila tak, že než vnucovat svým fanouškům svůj názor, raději motivuje k tomu, aby si utvořili vlastní a politického dění se aktivně účastnili.
Otevřeně se k politické situaci vyjádřila až v roce 2018, kdy podpořila americké Demokraty ve státě Tennessee a odsoudila rasismus a podpořila práva LGBT+ komunity. Světová média poté informovala o zklamání, jaké v tu chvíli zažili konzervativní fanoušci zpěvačky, i o incidentech, kdy někteří fanoušci veřejně ničili její CD, nebo pálili její plakáty. V roce 2019 se vyjádřila pro britský The Guardian, že je proti zákazu potratů v USA (viz zrušení Roe vs Wade). V roce 2020 otevřeně podpořila Joe Bidena v kandidatuře na prezidenta USA. V roce 2024 podpořila v prezidentské kampani Kamalu Harris, což vedlo během 24 hodin k více než desetinásobnému zvýšení návštěvnosti webové stránky k registraci voličů.

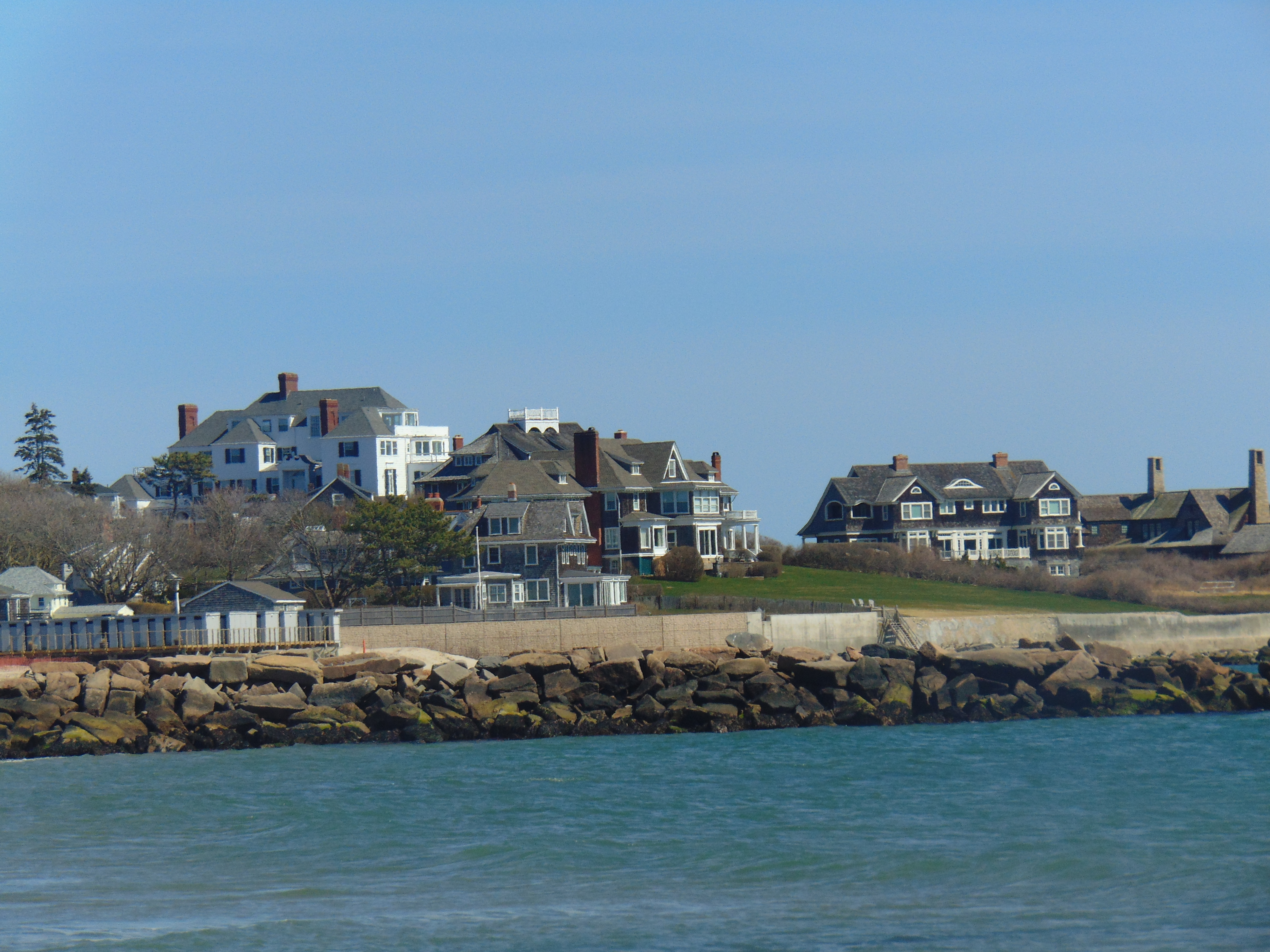
Prázdninový dům Swift na Watch Hill

### Majetek
Swift je označována za jednu z nejbohatších žen v hudební branži a podle magazínu Forbes i jedním z nejlépe placených hudebníků v roce 2022. V roce 2023 se její odhadované jmění díky masivnímu turné The Eras Tour vyšplhalo podle Bloomberg News na jednu miliardu dolarů.
Jen hodnota jejího realitního portfolia byla v roce 2023 odhadována na zhruba 80 milionů dolarů. Vlastní několik domů a bytů hlavně v New Yorku, v Los Angeles a Nashvillu. Za její hlavní sídla jsou považovány například dům ve čtvrti Watch Hill na Rhode Island a penthouse v The Sugar Loaf Building na Franklin Street v New Yorku (čtvrť TriBeCa).

## Hudební kariéra

### Počátky kariéry
Ve svých 10 letech, po zhlédnutí epizody seriálu Behind the Music o zpěvačce Faith Hill, nabyla Swift přesvědčení, že se musí stejně jako další hudební hvězdy vydat do Nashvillu, aby tam začala svou hudební kariéru. O jarních prázdninách tam odjela se svou matkou a bratrem a společně obcházeli hudební vydavatelství ve čtvrti Music Row s jejím demo CD s karaoke verzemi písní Dolly Parton a Dixie Chicks. Poté, co ji odmítla řada vydavatelů, došla k závěru, že „každý v tom městě chtěl dělat to, co já. Takže jsem si říkala, že potřebuji přijít na to, jak být jiná.“
Swift posílala své nahrávky pořadatelům mnoha různých sportovních událostí od US Open po basketbalová a baseballová utkání, aby získala možnost zpívat na nich americkou hymnu (The Star Spangled Banner). Dle jejích slov to byla příležitost dostat se před 20 000 diváků, aniž by musela mít smlouvu s nahrávací společností. Ve svých jedenácti letech po mnoha neúspěšných pokusech vyhrála místní talentovou karaoke soutěž v Pat Garrett Roadhouse, kde zazpívala píseň „Big Deal“ od LeAnn Rimes a získala tak možnost vystoupit jako předskokanka americkému country zpěvákovi Charliemu Danielsovi.
Ve dvanácti letech ji opravář počítačů naučil hrát tři akordy na šestistrunnou kytaru a inspiroval k napsání její první písně „Lucky You“. (Původně se učila hrát na dvanáctistrunnou kytaru.) Swift se již ve 4. třídě umístila v národní básnické soutěži s básní nazvanou „Monster in My Closet“, ráda psala básně i příběhy. Ale teprve od této chvíle se plně zaměřila na psaní písní a intenzivně se učila hrát na šestistrunnou kytaru.
V roce 2003 začala se svými rodiči spolupracovat s hudebním manažerem Danem Dymtrowem z New Yorku. S jeho pomocí získala možnost dělat v roce 2003 modelku pro značku oblečení Abercrombie & Fitch v rámci jejich kampaně Rising Stars, její píseň „The Outside“ byla zahrnuta do kompilačního alba Maybelline Cosmetics a měla možnost setkat se s velkými hudebními nakladatelstvími. Po zazpívání svých vlastních písní na prezentaci RCA Records získala Taylor Swift, tehdy 13letá teprve v osmé třídě školní docházky, smlouvu na rozvoj své kariéry, a začala často jezdit do Nashvillu.

### 2004–2008: debutTaylor Swift
Ve čtrnácti letech, poté co získala smlouvu s RCA, se Swift přestěhovala do Hendersonville u Nashvillu. V rámci kontraktu se setkávala se zkušenými textaři ze čtvrti Music Row, jakými byli Troy Verges, Brett Beavers, Brett James, Mac McAnally a The Warren Brothers. Nakonec začala trvale spolupracovat s Liz Rose. Taylor Swift viděla Liz Rose vystupovat při akci RCA a navrhla jí spolupráci. Začaly se spolu scházet každé úterý odpoledne hned po škole na textařských sezeních. Rose řekla, že tato sezení byla „jedna z nejjednodušších, která jsem kdy dělala. V podstatě jsem byla jen její editorkou. Psala o tom, co se ten den přihodilo ve škole. Měla velmi jasnou představu, co se snaží říct. A vždy přišla s nejneuvěřitelnějšími chytlavými rýmy.“ Swift také začala nahrávat dema těchto prvních písní s producentem Nathanem Chapmanem.
Po vystoupení na BMI Songwriter's Circle show v klubu The Bitter End v New Yorku se ve svých 14 letech Taylor Swift stala nejmladší písničkářkou, která kdy byla přijata do nashvillského Sony/ATV Music Publishing. Od RCA Records odešla v patnácti letech, protože společnost chtěla, aby zprvu nahrávala písně jiných autorů a vydala své debut album až v 18 letech. Swift se ale cítila připravená začít vlastní kariéru s vlastní tvorbou. Taktéž přerušila spolupráci s manažerem Danem Dymtrowem, který se později s Taylor Swift a jejími rodiči soudil za porušení smlouvy. „Opravdu jsem cítila, že mi ujíždí vlak,“ vzpomínala později Swift. „Chtěla jsem ty roky zachytit na nějakém albu, dokud by stále ještě reprezentovalo to, co jsem prožívala.“

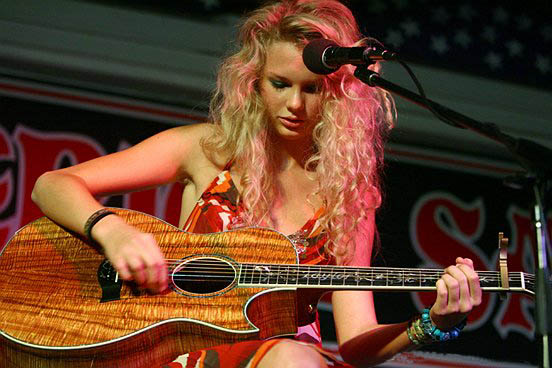
Taylor Swift při vystoupení v restauraci Maverick Saloon & Grill v Santa Maria v Kalifornii, 2006

Na představení v nashvillském The Bluebird Café v roce 2005 si Swift všiml Scott Borchetta ze skupiny vydavatelství pod Universal Records, který se připravoval založit vlastní nezávislé vydavatelství Big Machine Records. Taylor Swift se stala jedním z prvních umělců, kteří s vydavatelstvím uzavřeli kontrakt, a její otec v novém vydavatelství koupil tříprocentní podíl. Aby ji uvedl do country hudebního byznysu, zajistil Borchetta pro Swift stáž ve formě uměleckého doprovodu na CMA Music Festivalu.
Krátce po podepsání nové smlouvy s Big Machine Records začala Swift pracovat na svém eponymním debut albu. Vyzkoušela spolupráci s různými zkušenými producenty, ale nakonec přemluvila Big Machine Records, aby najalo začínajícího producenta jejích prvních demo nahrávek Nathana Chapmana. Na studiovém albu měl pracovat poprvé, ale Swift věřila, že právě jejich spolupráce dobře funguje. Nakonec Chapman produkoval až na jednu píseň celý tracklist alba s názvem Taylor Swift a jejich spolupráce pokračovala i dál.
Debutové album Taylor Swift vyšlo v říjnu roku 2006 a dočkalo se pozitivní kritiky mnoha významných médií. The New York Times popsal album jako „malé mistrovské dílo country-popu, nováčkovské a zároveň cynické, vedené pevným přesvědčivým hlasem mladičké Swift.“ Sasha Frere-Jones z The New Yorker ji popsal jako „zázračné dítě“ a ocenil, že zatímco Nashvillská hudební scéna je podle něho spíše konzervativní, Swift neváhá použít prvky R&B, rapu či rocku. Přesto lidé považují její styl za tradiční nashvillský country-pop. Na webu Country Weekly předpovídali, že „tak promyšlený materiál naznačuje talent, který přetrvá i po střední škole.“ Rolling Stone o Taylor Swift napsal: „Když v roce 2006 v šestnácti letech vydala své debutové album, zněla jednak mladě, ale také pozoruhodně zrale. (…) „Our song“ prorazil se stejně bláznivě chytlavou melodií, jakou mají písně Britney nebo Patsy“.
Autorka sama album popsala jako deník svých brzkých náctých let. Většinu písní napsala během prvního roku na střední škole a z ženského pohledu popisují její nové životní zkušenosti i dění mezi lidmi ve škole, které prožívala z role pozorovatele. Vydané singly pak vyprávěly hlavně různé příběhy středoškolských lásek. Tři písně na albu včetně dvou singlů napsala Swift sama a zbylých osm ve spolupráci s textaři jako jsou Liz Rose, Robert Ellis Orrall a Angelo Petraglia. Hudebně bylo album popisováno jako „směs tradičních country nástrojů a svižných rockových kytar.“
V červnu 2006 vyšel první singl z debutového alba „Tim McGraw“, který napsala při hodině matematiky. Vydavatelství Big Machine Records bylo stále ve svých začátcích, a tak Swift se svou matkou ještě pomáhaly ručně balit CD singlu do obálek a posílat je do rádií. Swift strávila většinu roku 2006 propagováním alba Taylor Swift při rádiovém turné, což později okomentovala slovy: „Rádiová turné většiny umělců trvají šest týdnů. Moje trvalo šest měsíců.“
Swift pekla sušenky a malovala obrazy (inspirované Jacksonem Pollockem), aby jimi obdarovala hudební dramaturgy, kteří zařadili její písně do vysílání rádií. Několikrát vystoupila v televizních show, například v Grand Ole Opry, Good Morning America, a TRL. a objevila se v několika reklamách: propagovala džíny L.e.i. a stala se tváří kampaně Verizon Wireless Mobile Music.

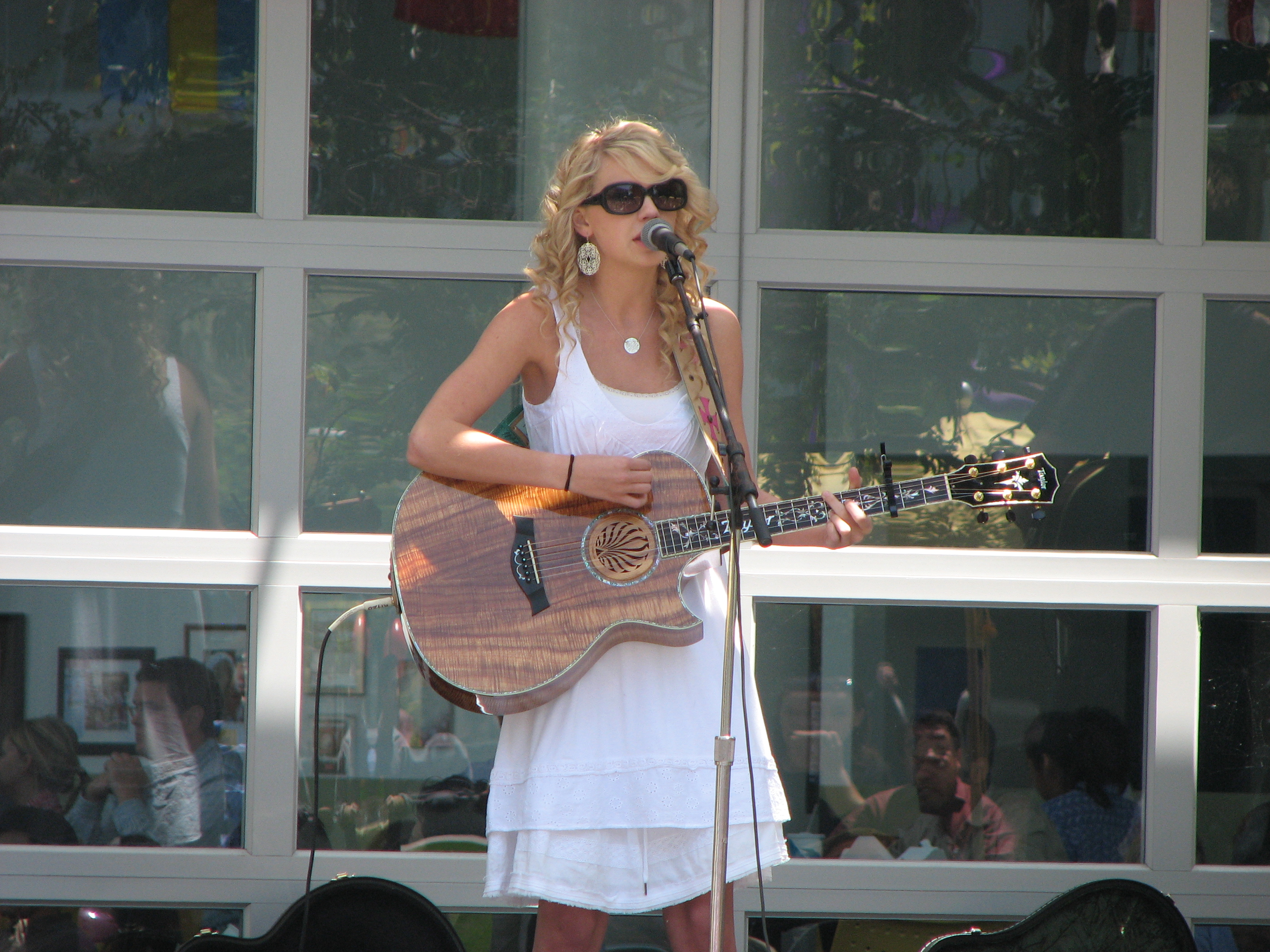
Swift vystupující v roce 2007

Sama sebe označila jako „dítě internetu“, protože využívala původně hlavně sociální síť Myspace k získání fanoušků a komunikaci s nimi. Psala vlastní blogové příspěvky, komentovala statusy svých fanoušků a osobně odpovídala na všechny zprávy, které jí fanoušci poslali. V té době to bylo v jinak konzervativní country hudbě velmi převratné počínání. Borchetta uvedl, že jeho spolupracovníci zvedali obočí údivem, když se rozhodl podepsat smlouvu s šestnáctiletou zpěvačkou, ale Taylor Swift narazila na volné místo na trhu: dospívající dívky, které poslouchají country.
Po singlu „Tim McGraw“ následovaly další čtyři, které byly vydány mezi lety 2007 a 2008: „Teardrops on My Guitar“, „Our Song“, „Picture to Burn“ a „Should've Said No“. Všechny byly velmi úspěšné v žebříčku Billboard Hot Country Songs, „Our Song“ a „Should've Said No“ se dostaly přímo na 1. místo hitparády. Díky singlu „Our Song“ se Taylor Swift stala nejmladší zpěvačkou, která dostala na první místo této hitparády singl, který sama napsala i nazpívala. „Teardrops on My Guitar“ se stal menším popovým hitem, dosáhl na třinácté místo v žebříčku Billboard Hot 100. Alba se prodalo 39 000 kusů již první týden. a do března roku 2011 se ho prodalo přes 5,5 milionů kopií po celém světě. Swift také vydala vánoční album, Sounds of the Season: The Taylor Swift Holiday Collection v říjnu roku 2007 a EP Beautiful Eyes v červenci 2008.
Aby podpořila své debut album, absolvovala Swift četně živých vystoupení. Kromě festivalů a divadelních vystoupení předskakovala na koncertních turné několika country umělců. Na konci roku 2006 předskakovala na posledních devíti koncertech Me & My Gang Tour skupiny Rascal Flatts. Nahradila tak předchozího předzpěváka Erica Churche, kterého kapela z turné vyhodila za opakované přetahování času vymezeného pro jeho vystoupení. Swift později Churchovi poslala svou první zlatou desku s poznámkou: „Díky, že jsi na turné Flatts hrál příliš dlouho a příliš nahlas. Upřímně to oceňuji, Taylor.“ V roce 2007 předskakovala dvacet vystoupení na turné George Straita, několik vystoupení na Flip-Flop Summer Tour Kenny Chesneyho, vybraná vystoupení pro Brada Paisleyho na jeho Bonfires & Amplifiers Tour a několik vystoupení na společném turné Soul2Soul II Tour Tima McGraw a Faith Hill. V roce 2008 Swift hrála opět na turné Rascal Flatts. Kromě vlastního materiálu vystupovala Taylor Swift také s covery písní od Beyoncé, Rihanny, Johna Waita, Lynyrd Skynyrd a Eminema. Swift také udržovala blízký vztah s fanoušky a snažila se na ně vyhradit maximum času – její autogramiády trvaly často i tři hodiny po skončení koncertu.

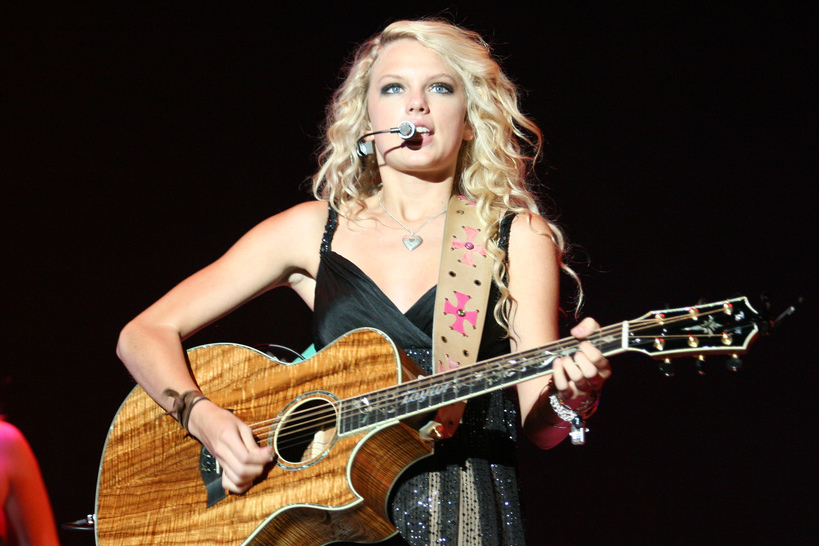
Swift při živém vystoupení v roce 2007

V roce 2007 Swift získala společně s Alanem Jacksonem cenu Umělec/textař roku Nashville Songwriters Association. Taylor Swift se stala nejmladším umělcem, který kdy tento titul obdržel. Vyhrála také cenu Horizon Award za nejlepší nový objev na hudební scéně od Country Music Association V roce 2008 ji Academy of Country Music ocenila jako Nejlepší novou zpěvačku a v rámci American Music Awards vyhrála cenu Nejoblíbenější country zpěvačky. Za písně z alba Taylor Swift získala sedm cen BMI Awards. V roce 2008 byla Taylor Swift také nominována na Cenu Grammy v kategorii Objev roku (Best New Artist), ale nakonec prohrála s Amy Winehouse.
V roce 2007 se Swift a její rodiče dostali do soudního sporu s jejich bývalým managerem Danem Dymtrowem, který požadoval miliony dolarů v odškodném za porušení smlouvy. V soudním řízení uvedl, že mu bylo vyplaceno pouze 10 tisíc dolarů za to, že pomohl nastartovat zpěvaččinu kariéru před tím, než ji seznámil se zakladatelem vydavatelství Big Machine Records, se kterým později podepsala smlouvu v roce 2005. V roce 2010 soud ale většinu námitek Dymtrowa zamítl.

### 2008–2010: albumFearless, spory na VMA, fiasko na Grammy
V listopadu 2008 vyšlo Swift druhé studiové album s názvem Fearless. Na albu autorovala 7 písní včetně dvou singlů a zbývající 6 písní napsala ve spolupráci s několika skladateli: Liz Ros, John Rich, Colbie Caillat a Hillary Lindsey. Album opět spoluprodukoval Nathan Chapman. The New York Times o ní pak napsal: „Swift je jedna z nejlepších populárních skladatelek a předních představitelů country. Je v užším spojení se svým vnitřním životem než většina dospělých.“ Časopis Rolling Stone ji popsal jako: „Skladatelský učenec s vrozeným darem pro stavění sloky, refrénu a bridge. Její osobní a pravdivé písně se doslova zdají být jako vytržené z deníku dívky na předměstí.“

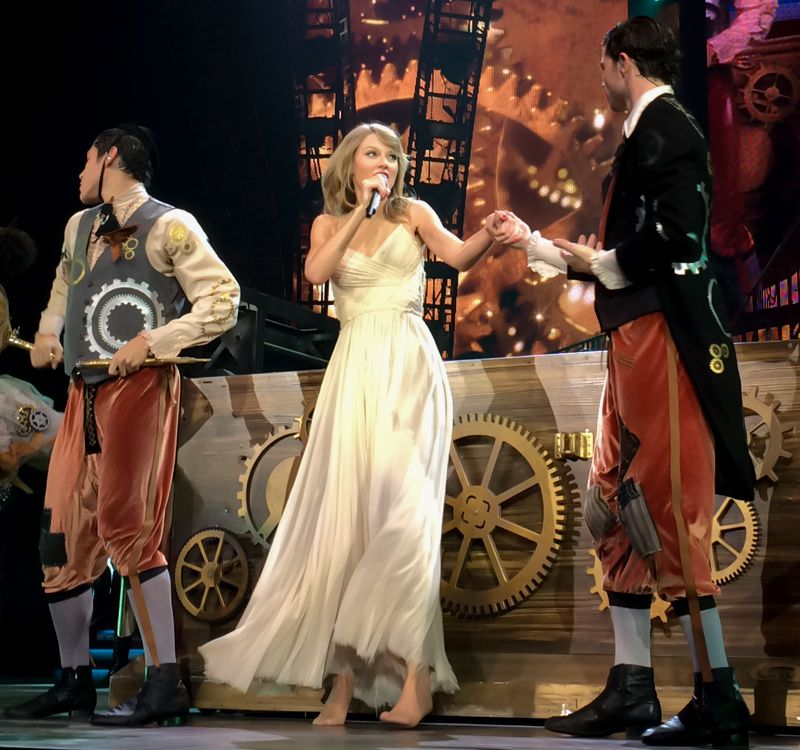
Swift vystupující se singlem „Love Story“ v O2 aréně v Londýně, 2014

Swift v té době již vlastnila svou vlastní managementovou společnost vedenou Robertem Allem a intenzivně propagovala album Fearless po jeho vydání. Album uvedla při vystoupení v talkshow Ellen DeGeneres a objevila se i v dalších pořadech. S fanoušky sdílela informace na síti Twitter i v osobních videoblozích.
První singl z alba „Love Story“ vyšel v září 2008 a stal se druhým nejlépe prodávaným country singlem všech dob, dosáhl na 4. příčku hitparády Billboard Hot 100. Během let 2008 a 2009 vyšly další čtyři singly z alba: „White Horse“, „You Belong with Me“, „Fifteen“ a „Fearless“. Singl „You Belong with Me“ se stal nejúspěšnější z celého alba, dosáhl na 2. příčku hitparády Billboard Hot 100. Album debutovalo na vrcholu hitparády Billboard 200 s prodejností 592 304 kopií v prvním týdnu a během roku 2008 se ho ve světě prodalo přes 8,6 milionu kopií. Album se stalo nejlépe prodávaným albem roku 2009 a vyneslo Swift velký mezinárodní úspěch.
Na podporu alba Fearless se Swift vydala na své první turné Fearless Tour, které mělo 105 vystoupení (90 představení v Severní Americe, 6 v Evropě, 8 v Austrálii a jedno v Asii). Na jednorázové duety v rámci severoamerické části turné pozvala např. Johna Mayera, Faith Hill nebo Katty Perry. Jejími předskokany byli např. Justin Bieber, Kellie Pickler a Gloriana. Turné navštívilo přes 1,1 milionu fanoušků a vydělalo přes 65 milionu dolarů.
Později byl v televizi vysílán a vydán na DVD a Blu-Ray celovečerní film Taylor Swift: Journey to Fearless. Swift také vystupovala jako předskokanka na Escape Together Tour zpěváka Keitha Urbana. Vystupovala se svými cover verzemi písní v mnoha televizních show, v rámci 51. ročníku předávání cen Grammy vystupovala společně s Miley Cyrus a písní „Fifteen“ a na CMT Awards zpívala vlastnoručně napsaný parodický rap spolu s T-Painem.

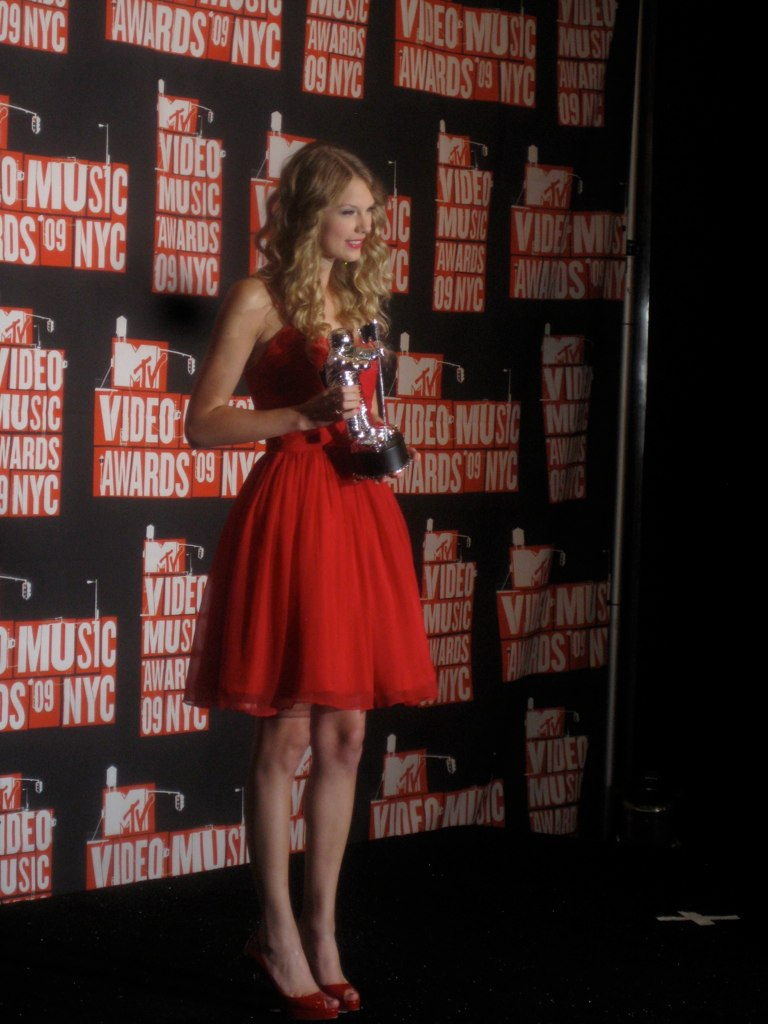
Swift v roce 2009 na předávání cen MTV Video Music Awards

Pracovala také na řadě vedlejších projektů. V roce 2009 vydala cover verzi písně „American Girl“ od Toma Pettyho. Doprovodnými vokály se podílela na singlu ze čtvrtého alba Johna Mayera „Half of My Heart“. S Martinem Johnsonem a Robertem Eliss Orralem spolupracovala na dvou písních „You will Always Find You Way Back Home“ a „Crazier“ pro film Hannah Montana: The Movie (soundtrack). K filmu Na sv. Valentýna přispěla písní „Today Was a Fairytale“. Na charitativní album Hope for Haiti Now nahrála cover verzi singlu „Breathless“ od kapely Better Than Ezra.
Stala se prvním country umělcem, který vyhrál MTV Video Music Awards s písní „You Belong With Me“ jako nejlepší video roku 2009 v kategorii ženských umělců. Její děkovnou řeč však přerušil rapper Kanye West (známý svými dalšími četnými incidenty v rámci různých předávání cen), který ji vytrhl mikrofon z ruky a prohlásil: „Nejlepší klip má stejně Beyoncé.“ Swift jako fanynka jeho hudby pak na tiskové konferenci řekla, že „vůči němu nechová žádné negativní pocity.“ Incident poté zaplnil média a získal tak Swift velkou pozornost. Za několik dní zmínila Swift v rozhovoru: „West mi nabídl omluvu, kterou jsem přijala. Byl velmi upřímný.“ V následujících rozhovorech ale odmítla o incidentu mluvit, protože z toho nechtěla dělat „velkou věc“. „Stalo se to v televizním vysílání, takže to všichni viděli. Není to něco, o čem bych měla pocit, že je nutné dál mluvit,“ řekla.
V roce 2010 vyhrála 4 ceny Grammy z celkového počtu 8 nominací. Album Fearless obdrželo cenu v kategoriích Nejlepším country album a Album roku a Swift se tak ve svých 20 letech stala nejmladším umělcem, který cenu v této kategorii kdy obdržel. Píseň „White Horse“ vyhrála v kategoriích Nejlepší country píseň a Nejlepší ženský pěvecký výkon.

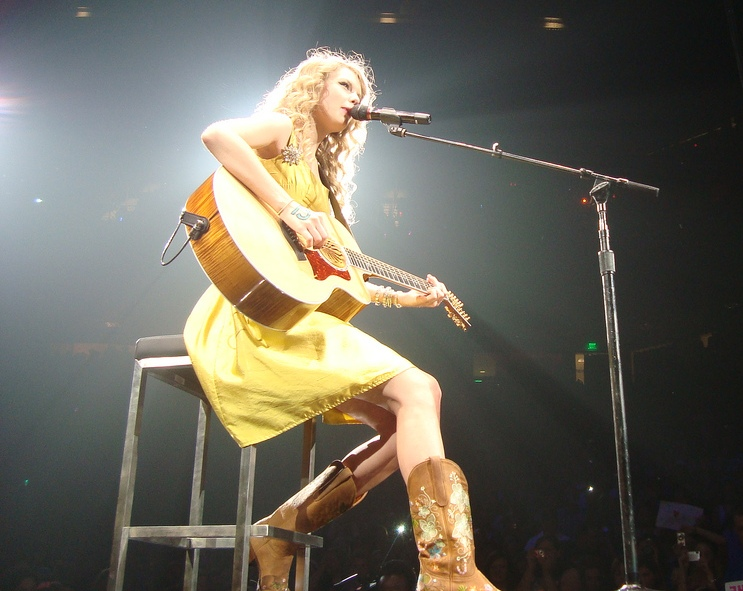
Swift během Fearless Tour v North Charlestonu, 2009

Když ale během předávání cen zazpívala společně se zpěvačkou Fleetwood Mac Stevie Nicks písně „Rhiannon“ a „You Belong With Me“ vysloužila si zároveň mnoho negativních komentářů za svůj pěvecký výkon. New York Times o ní napsal: „je osvěžující vidět někoho tak nadaného něco zbabrat“, hudební analytik Bob Lefsetz předpovídal, že její kariéra skončí „přes noc“. Stevie Nicks pak v rozhovoru pro Time zpěvačku hájila: „Taylor mi připomíná mě samotnou svým odhodláním a dětskou povahou. Je to nevinnost, která je tak vzácná. To děvče, podobně jako Neil Diamond nebo Elton John, píše písničky, jež rozezpívají celý svět.“
Fearless získalo mnoho dalších ocenění a stalo se nejoceňovanějším country albem v historii. Swift se stala nejmladší a teprve šestou ženou, která získala ocenění Entertainer of the Year a album Fearless ocenění Nejlepší album roku od Country Music Association. Swift se stala nejmladším umělcem, který získal ocenění Album roku od Academy of Country Music. American Music Awards ji ocenily za nejlepší Country album a jmenovaly ji Umělcem roku. Billboard ji ocenil umělcem roku 2009 a byla zahrnuta časopisem Time v jejich žebříčku 100 nejvlivnějších lidí roku 2010.
Swift se později vyjádřila v dopise svým fanouškům, že období mezi jejími 18 a 20 lety bylo velmi psychicky náročné. Srovnávat se musela podle svých slov s osamostatněním od rodiny, intenzivním až nevhodným zájmem médií o její milostný život i veřejnými skandály – své pocity pak promítla na dalším albu Speak Now.

### 2010–2012: albumSpeak Nowa světové turné
V říjnu 2010 vydala své třetí studiové album Speak Now. Všech čtrnáct skladeb napsala sama a na nahrávání spolupracovala se svým dlouholetým producentem Nathanem Chapmanem. Hudebně jde album nad rámec country-popu a zasahuje i do rocku. Deník The New York Times popsal album jako divoké, hudebně různorodé a „příliš vynikající, možná její nejlepší.“ Magazín Rolling Stone popsal Swift jako jednu z nejlepších skladatelů v popu, rocku nebo country: „Swift je možná chytrý nashvillský profík, který zná všechny triky na výrobu hitů, také je to ale přecitlivělá romantická holka.“

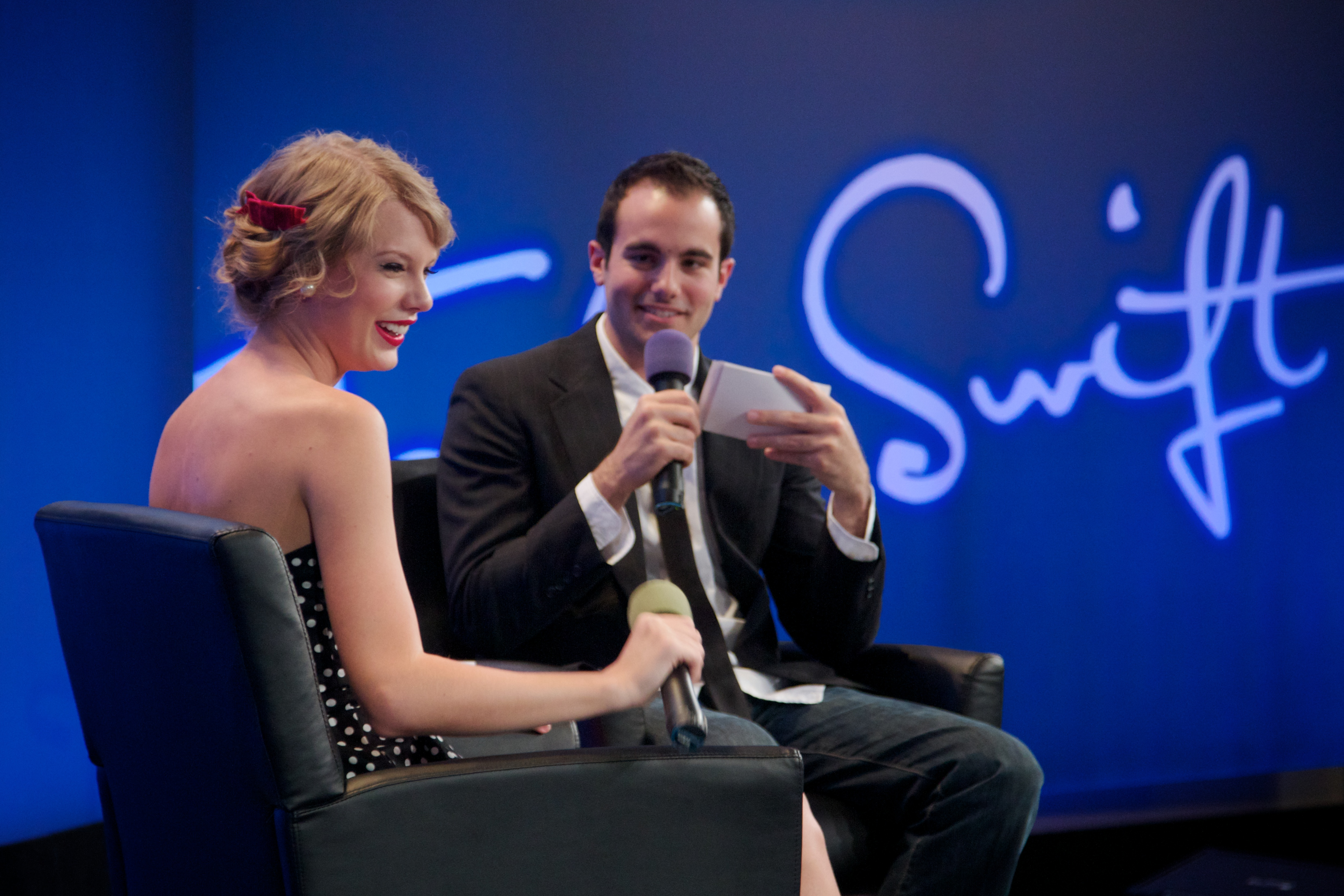
Swift při rozhovoru pro YouTube Presents, 2011

K albu Speak Now rozjela rozsáhlou propagační kampaň. Objevila se v různých televizních show a talkshow, a také pořádala bezplatné mini-koncerty na neobvyklých místech, jako např. v otevřeném dvoupatrovém autobuse na Hollywood Boulevard nebo v odletové hale na letišti JFK. Spolu s interprety jako Kris Kristofferson, Emmylou Harris, Vince Gill a Lionel Richie se podílela v losangeleském Nokia Clubu na „kytarovém tahu“ – hudebníci se na pódiu střídali a hráli akustické verze svých písní, aby získali peníze pro muzeum Country Music Hall of Fame v Nashvillu v Tennessee.
První singl z alba s názvem „Mine“ vyšel v srpnu 2010 a dalších pět singlů během let 2010 a 2011, byly to: „Back to December“, „Mean“, „The Story of Us“, „Sparks Fly“ a „Ours“. Album bylo komerčně ohromně úspěšné, debutovalo na vrcholu hitparády Billboard 200. Úvodní prodej byl 1 047 000 kopií, což z něj udělalo šestnácté album v historii USA, kterého se prodalo přes milion kopií v jednom týdnu. Do února 2012 se alba celosvětově prodalo pře 5,7 milionu kopií.

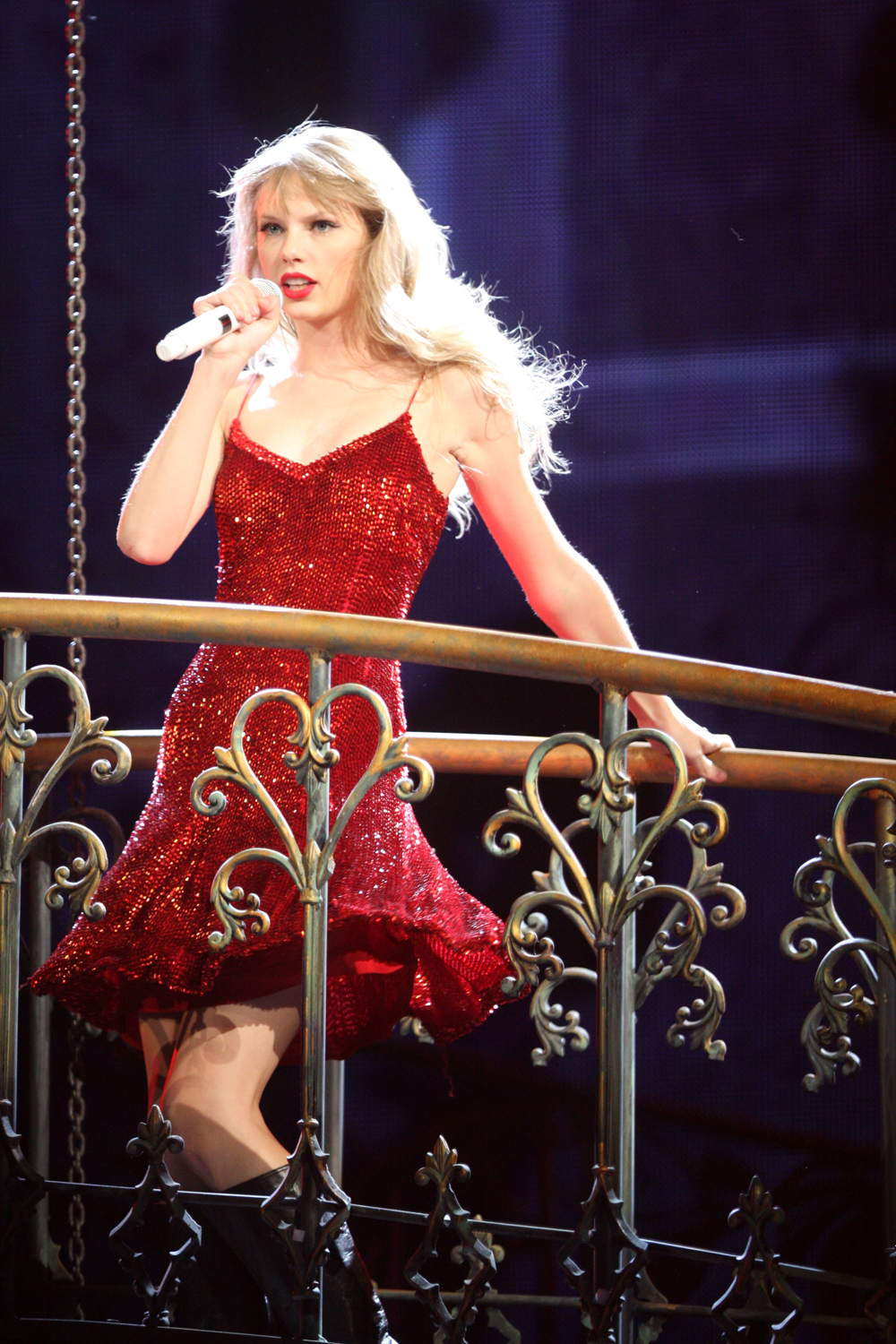
Swift při turné k albu Speak Now v australském Sydney, 2012

Součástí třináctiměsíčního turné k albu v roce 2011 a začátku roku 2012 bylo 111 představení (7 v Asii, 12 v Evropě, 80 v Severní Americe a 12 v Austrálii). Pozvala i mnoho hudebníků, kteří s ní v rámci zastávek severoamerického turné absolvovali jednorázové duety jako James Taylor, Jason Mraz, Andy Grammer, Justin Bieber, Selena Gomez, Nicky Minaj, Nelly, B.o.B, Usher, Flo Rida, T.I., Hayley Williams, TIm McGraw a Kenny Chesney. Během severoamerického turné si Swift psala úryvky textů svých písní na levou paži, což mělo symbolizovat aktuální náladu. Během turné hrála mnoho akustických verzí svých písní a v každém městě vzdala i hold některému tamnímu umělci. Podle jejích slov ji cover verze místních interpretů umožnily být spontánní v jinak dobře nacvičených představeních. Turné se zúčastnilo více než 1,6 milionu fanoušků a vyneslo více než 123 milionu dolarů. V listopadu 2011 vyšlo její první živé album Speak Now World Tour: Live, na kterém je 17 vystoupení ze severoamerické části turné.
Na 54. ročníku předávání cen Grammy vystoupila s písní „Mean“, která zároveň vyhrála cenu za Nejlepší country píseň a Nejlepší country sólo vystoupení. Za album Speak Now získala i mnoho dalších ocenění. Nashville Songwriters Association ji jmenovala Umělcem/textařem roku v letech 2010 a 2011. Byla jmenována Umělcem roku od Academy of Country Music v letech 2011 a 2012 a od Country Music Association v roce 2011. Získala také ocenění Umělec roku a Oblíbené country album za Speak Now v roce 2011 na American Music Awards. Hudební časopis Billboard ji jmenoval Ženou roku 2011.
V této době také Swift přispěla dvěma písněmi na soundtrack filmu The Hunger Games. „Safe & Sound“ napsala a nahrála ve spolupráci s The Civil Wars a T-Bone Burnett. Singl byl vydán v lednu 2013 a prodalo se ho přes 1,4 milionu kopií v USA. Píseň získala v roce 2013 cenu Grammy v kategorii Nejlepší píseň napsaná pro vizuální média a byla nominována na cenu Nejlepší originální píseň na 70. ročníku Zlatých Globů. Její druhá píseň na soundtracku „Eyes Open“ napsala Swift sama a produkoval ji Nathan Chapman. Svými vokály přispěla i k písni „Both of Us“ pro druhé album Strange Clouds amerického rappera B.o.B.

### 2012–2013: albumReda obtěžování bulvárem

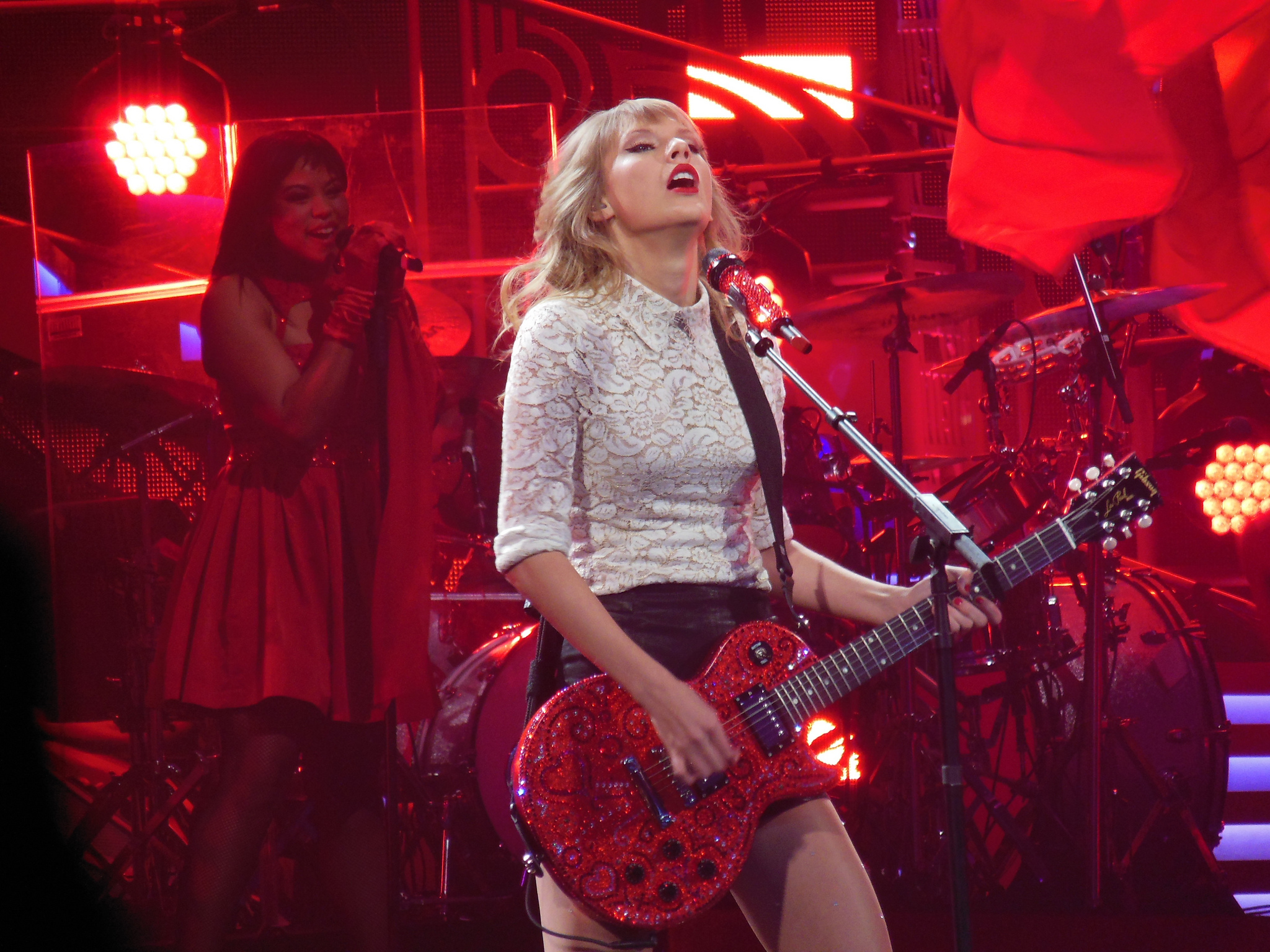
Swift během turné Red Tour, březen 2013, New Jersey

Její čtvrté studiové album Red vyšlo v říjnu 2012. Sama napsala 9 ze 16 písní na albu. Na zbývajících sedmi písních spolupracovala s Maxem Martinem, Liz Rose, Danem Wilsnem, Edem Sheeranem a Gary Lightbodym. Nathan Chapman byl hlavním producentem alba, ale na produkci jednotlivých skladeb se podíleli také: Jeff Blasher, Butch Walker, Jacknife Lee, Dan Huff a Shellback. Hudebně je album více experimentální s příměsí heartland rocku, dubstepu a tanečního popu.
Vedoucí singl alba „We Are Never Ever Getting Back Together“ se stal jejím prvním, který dosáhl na první místo hitparády Billboard Hot 100. Z alba vyšlo dalších 6 singlů: „Begin Again“ (pro country rádia), „I Knew You Were Trouble“, „22“, „Everything Has Changed“, „The Last Time“ (všechny pro popová rádia) a „Red“ (pro country rádia).
Album Red debutovalo na vrcholu hitparády Billboard 200 a v úvodním týdnu se ho prodalo přes 1,21 milionu kopií. Šlo o největší obrat prodeje za posledních 10 let a Swift se stala první ženou, jejíž dvě alba se prodala v prvním týdnu ve více než 1 milionu kopií. Do května 2013 se alba Red celosvětově prodalo přes 6 milionu kopií. V listopadu 2012 měla na svém kontě celkově 26 milionů prodaných alb a 75 milionů digitálních stažení svých písní.
V rámci propagace alba byli zástupci ze 72 rozhlasových stanic po celém světě letecky dopraveni do Nashvillu, aby během úvodního týdne prodeje udělali individuální rozhovory se Swift. Zpěvačka se objevila v mnoha televizních talkshow a vystupovala na slavnostním předávání hudebních cen v USA, Velké Británii, Německu, Francii, Španělsku a Austrálii. Swift také vydala deluxe edici alba ve spolupráci s řetězcem Target, ve spolupráci se značkou bot Keds vyšly i speciální tenisky k albu a vydala i vlastní parfém ve spolupráci se značkou Elizabeth Arden.

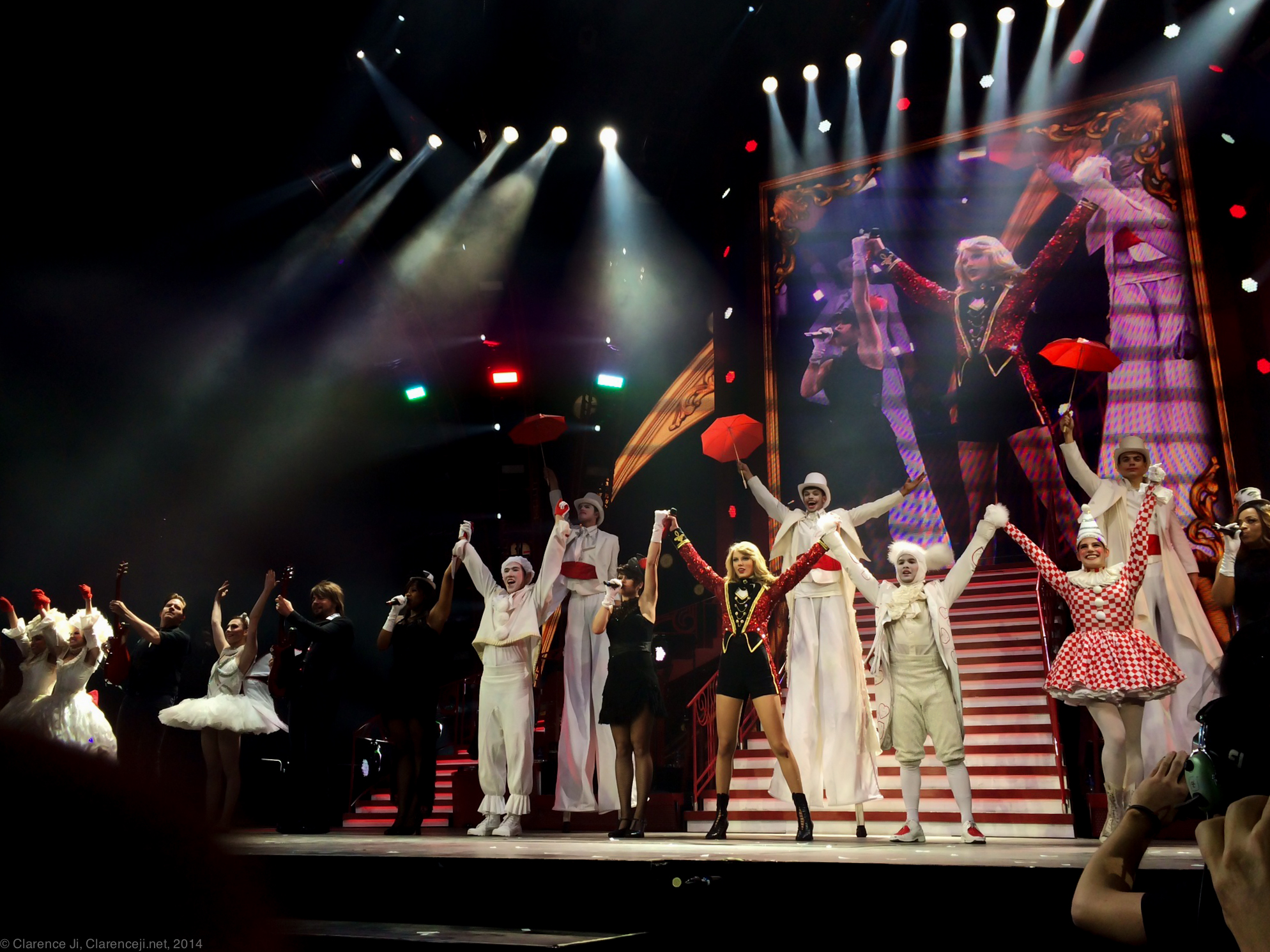
Swift na turné v Londýně se singlem vystupující se singlem „We Are Never Ever Getting Back Together“, rok 2014

The Red Tour v Severní Americe mělo 66 vystoupení včetně 13 show na stadionech a běželo od března 2013 do září 2013. Další část turné vedla v roce 2013 na Nový Zéland a do Austrálie, v únoru 2014 Anglie a Německa a končilo šesti vystoupeními v Asii. Na některá vystoupení si pozvala speciální hosty jako Jennifer Lopez, Patricka Stumpa z kapely Fall Out Boy, Ellie Goulding, rappera Nelly, Cher Loyd, rappera B.o.B, Neon Trees, Rascal Flatts a Hunter Hayes.
Spolupracovala také s dalšími umělci na řadě projektů. Společně s Jackem Antonoffem napsala píseň „Sweeter Than Fiction“ pro soundtrack k filmu One Chance. Píseň získala nominaci na Nejlepší originální píseň na 71. ročníku Zlatých Glóbů. Na CMA Awards 2013 vystupovala s akustickou verzí písně „Red“ s Vincem Gillem a Alison Kraus. V Chicagu vystupovala se skupinou The Rolling Stones a později uvedla, že to byl jeden z nejlepších okamžiků její hudební kariéry.
Album Red nezískalo žádnou cenu Grammy, ale bylo nominováno ve čtyřech kategoriích. Píseň „We Are Never Ever Getting Back Together“ byla nominována v roce 2013 na Nahrávku roku a album v roce 2014 na Album roku. Podobně nezískalo žádné ocenění na předávání cen Country Music Association. Swift byla ale v 22 letech oceněna Pinnacle Award za „unikátní“ úspěch a celosvětový přínos country hudbě. V minulosti získal tuto cenu pouze Grath Brook. V roce 2012 vyhrála tři MTV Europe Music Awards, včetně ocenění za Nejlepší zpěvačku a Nejlepší živé vystoupení. Píseň „I Knew You Were Trouble“ vyhrála cenu za Nejlepší video ženského interpreta. Na American Music Awards 2012 vyhrála cenu za Nejlepší country zpěvačku a v roce 2013 cenu za Umělce roku.
V Red éře se milostný život zpěvačky stal velkým tématem v médiích, což rozpoutaly poznámky komiček Tiny Fey a Amy Poehler na její adresu při předávání Zlatých Glóbů v roce 2013. Swift se poté vyjádřila pro časopis Vanity Fair svým oblíbeným citátem, že "existuje zvláštní místo v pekle pro ženy, které nepodporují další ženy." Ten samý rok vyšlo pod značkou Abercrombie & Fitch (pro kterou v začátcích kariéry dělala Swift kampaň) tričko s nápisem "#víc kluků než T.S.". V médiích se objevovaly výroky jako, že Swift střídá jednu postel za druhou a že má víc písní o svých ex než kolik jich vůbec měla.

### 2014–2016: album1989a spor s Kanye Westem
Krátce po vystoupení s The Rolling Stones ze začátku června 2013 uveřejnila, že začíná pracovat na svém pátém studiovém albu. „Už to začíná, takový pocit neklidu, a ten když začne, obvykle potom následuje skládání. Ráda bych psala dva roky, než nové album dokončím,“ odhalila při rozhovoru v zákulisí CMA Music Festivalu v Nashvillu. Od té doby všechny podrobnosti držela v tajnosti, až konečně z kraje srpna přes sociální sítě sdílela nejprve několik vodítek a pak oznámila datum a čas živého streamu přes Yahoo – 18. srpna.

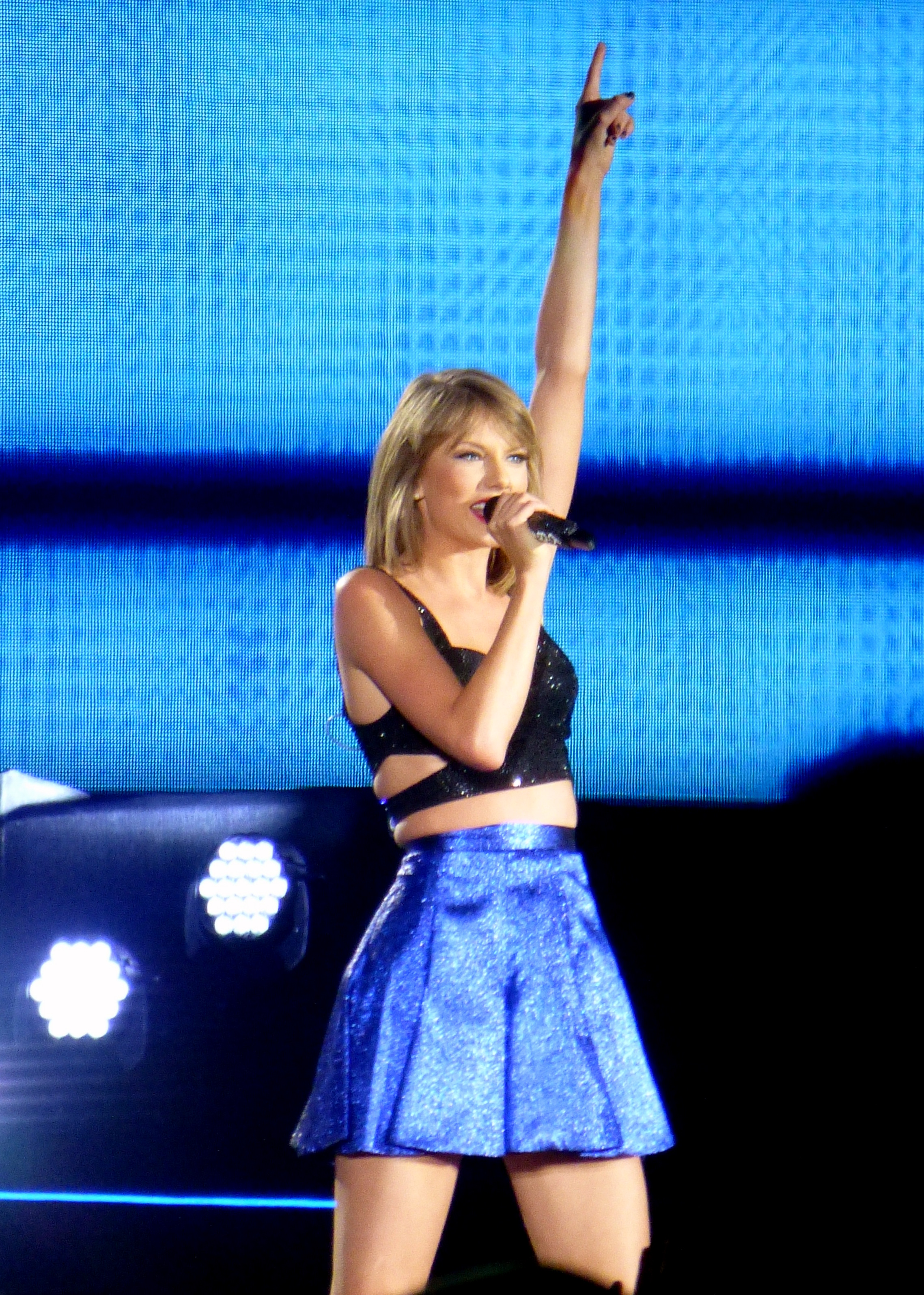
Swift v roce 2015 v rámci turné k albu 1989

13. srpna vystoupila Swift v televizní show Jimmyho Fallona a zároveň se objevila v jeho skeči Ew!, kde si zahrála šprtku Natalie. V rozhovoru se pak Fallon pokusil ze Swift dostat bližší informace o živém streamu přes Yahoo. O dva dny později vešlo do kin filmové sci-fi drama Dárce (The Giver) režiséra Phillipa Noyce, kde si Swift zahrála roli Rosemary. 16. srpna se společně s Jaime King zapojila do tzv. „Ice Bucket Challenge“, internetové výzvy, jež sloužila jako sbírka na výzkum léčby nemoci ALS. Taylor Swift kromě účasti i přispěla na konto americké asociace pro boj s touto nemocí.
Dne 18. srpna 2014 oznámila Taylor Swift přes Yahoo Live Stream, který byl vysílán z vrcholu newyorské Empire State Building, podrobnosti k připravovanému albu 1989, které vyšlo 27. října 2014. Zároveň představila první singl alba s názvem „Shake It Off“. Podle vlastních slov se při tvorbě alba inspirovala pop music 80. let, zároveň se jedná o první album, které oficiálně prohlásila za popové. V neděli 24. srpna singl zazpívala poprvé naživo během galavečera MTV Video Music Awards 2014. „Shake It Off“ debutoval na prvním místě Billboard Hot 100 a na 4. pozici UK Singles Chart. Přesně o půlnoci na 14. října odhalila další z písní nového alba s názvem „Out of the Woods“. Poté zveřejnila písně „Blank Space“ a „Bad Blood“ s Kendrickem Lamarem.
V roce 2014 na den jejích 25. narozenin otevřela v Grammy Museum v Los Angeles výstava na její počest, která trhala návštěvnické rekordy muzea. V roce 2015 obdržela cenu BRIT Awards v kategorii Mezinárodní ženský sólo umělec. Získala také ocenění Video roku a Nejlepší spolupráce za singl „Bad Blood“ na MTV Video Music Awards 2015. V rámci cen Grammy v roce 2016 obdržela cenu za Album roku za album 1989 a stala se druhou ženou v historii, která tuto cenu obdržela dva roky po sobě.
Swift se během své kariéry dostala do různých medializovaných sporů s hudebníky. Se zpěvačkou Katy Perry se nepohodly kvůli tomu, že jí Perry měla přetáhnout část tanečníků z jejího na své turné, další pak byla přestřelka na sociálních médiích s raperkou Nicky Minaj, kdy si Swift vzala osobně její odsuzující komentář k nominacím na MTV Video Music Awards.

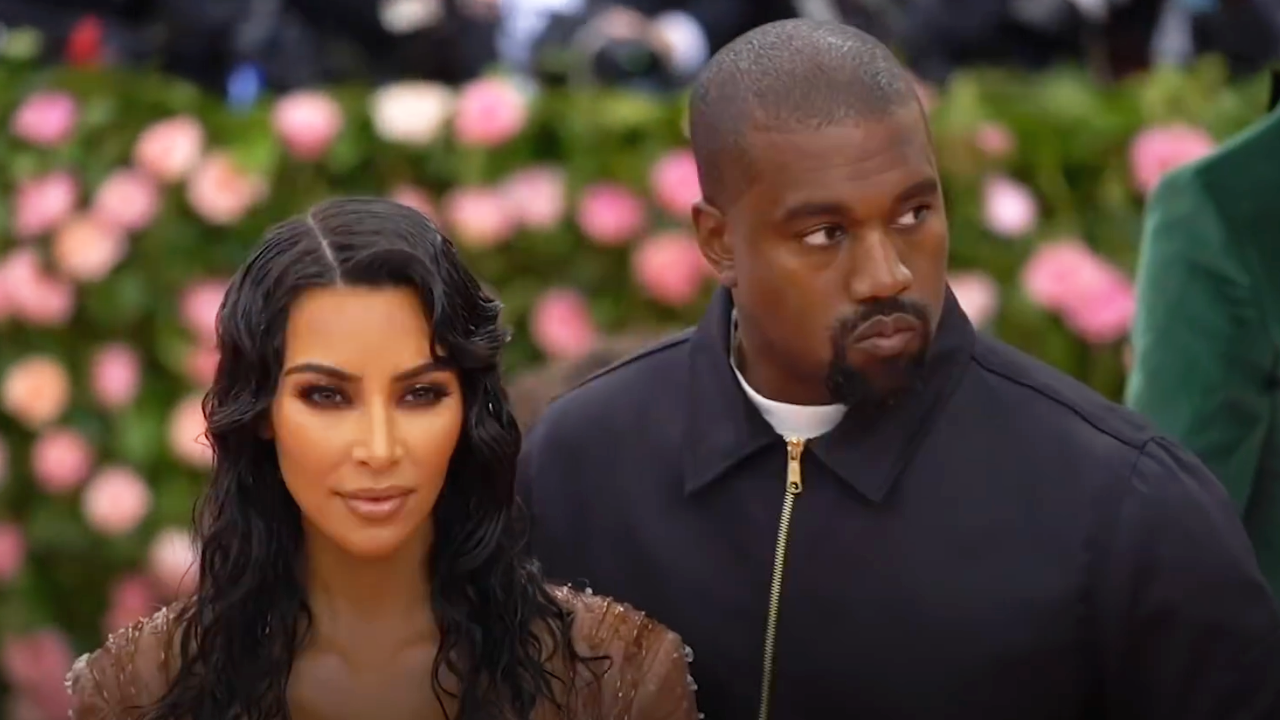
Raper Kanye West s tehdejší manželkou Kim Kardashian na Met Gala, 2019

Vyvrcholením byl velmi medializovaným spor v roce 2016 opět s rapperem Kanye Westem kvůli jeho písni „Famous“, ve které je odkaz na událost z roku 2009, kdy nečekaně přerušil Swift děkovnou řeč na MTV Video Music Awards – konkrétně v písni uvádí „I feel like me and Taylor might still have sex / Why? I made that bitch famous“ (v překladu „Myslím, že s Taylor pořád můžeme mít sex. Proč? Díky mě je ta kurva slavná.“). Figurína Swift se pak objevila s dehonestujícím světle i v hudebním videoklipu písně. West tvrdil s podporou své tehdejší manželky Kim Kardashian, že danou část písně se Swift diskutoval a neměla s ní problém, což Swift popřela. Kardashian pak Swift obvinila ze lži. Konflikt zaplnil sociální sítě a Swift byla intenzivně kritizována veřejností a označována za hada. Šlo o jednu z událostí, která vedla k následnému ročnímu odchodu Swift z veřejného života. V roce 2020 ale vyšlo najevo, že Swift neměla tušení o tom, jak ji West v písni nazve a že nahrávka, kde píseň Swift s Westem diskutují, byla upravena tak, aby vyzněla v jeho prospěch.

### 2017–2019: návrat a albumReputation

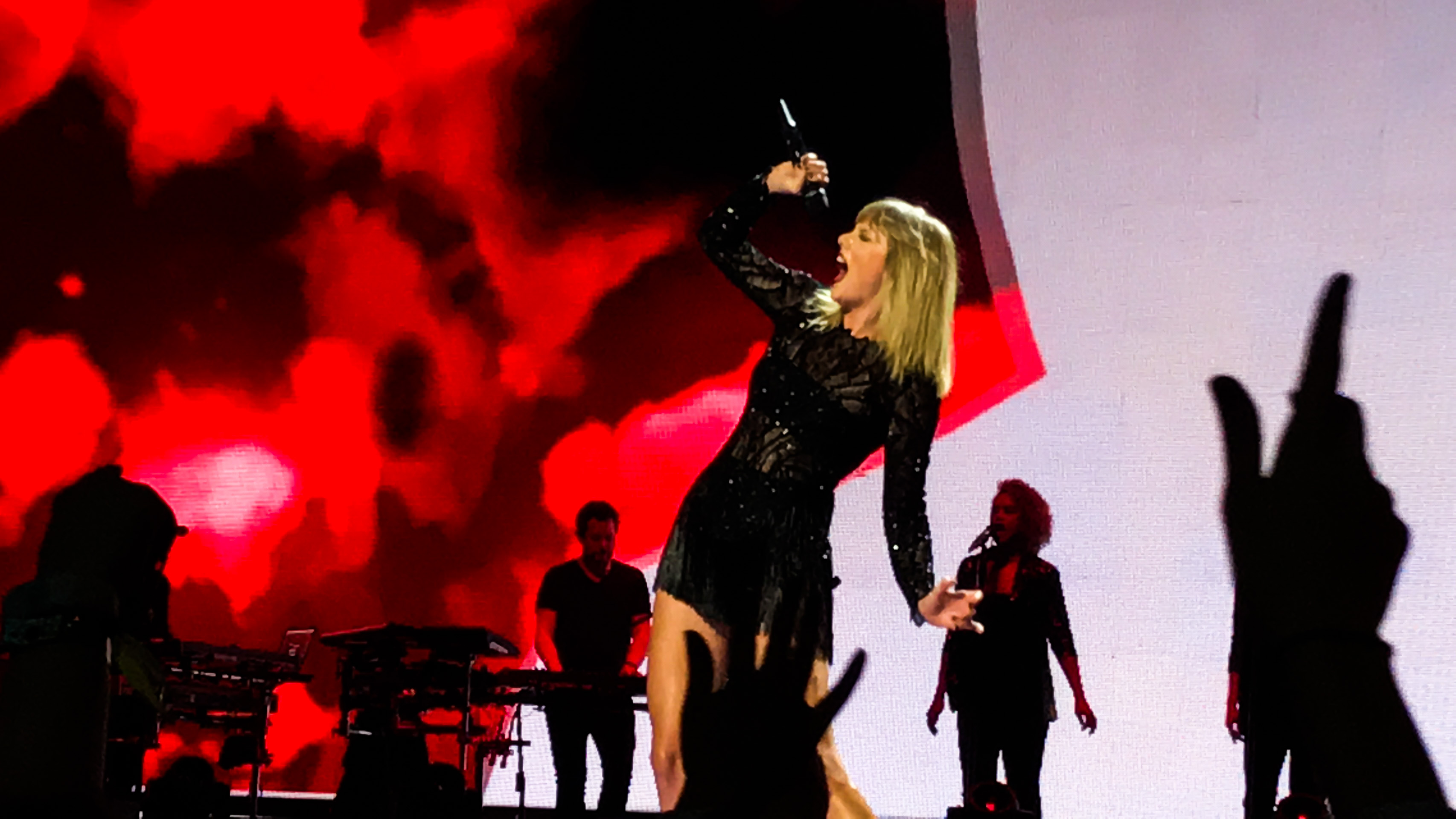
Vystoupení Swift ve streamované show kanálu DirecTV, 2017

Následkem nepříjemných událostí a sporů, do kterých se dostala, strávila Swift většinu roku 2017 pauzou od hudby a nedávala ani žádná interview kromě prosincového vydání magazínu Time, který ji zařadil mezi osobnosti roku bojující proti sexuálnímu násilí.
V srpnu roku 2017 žaloval Swift a její matku za poškození pověsti v té době již bývalý moderátor ranní show rádia KYGO-FM David Mueller. Ten měl Swift v roce 2013 osahávat v rámci setkání před jejím koncertem. Swift o tom informovala jeho nadřízené a Mueller byl na základě toho propuštěn z práce. Později obvinil Swift ze lhaní a zažaloval ji o finanční náhradu 3 milionů dolarů za ztrátu zaměstnání. Swift podala protižalobu, která žádala odškodné symbolický 1 dolar. Porota odmítla Muellerova tvrzení a rozhodla ve prospěch Swift. Swift ve svém projevu u soudu vyjádřila uvědomění si svého privilegia, že jí její finanční situace vůbec umožňuje se v kauze sexualizovaného násilí bránit, a veřejně podpořila ty, kteří takové možnosti nemají – mimo jiné i finančním darem nadaci Joyful Heart Foundation, která se zabývá bojem proti domácímu a sexualizovanému násilí a násilí na dětech.
V roce 2017 vydali Swift a Zayn Malik píseň s názvem „I Don’t Wanna Live Forever“, jako soundtrack filmu Padesát odstínů temnoty (2017). Píseň dosáhla ve Švédsku číslo jedna a ve Spojených státech se dostala na druhou příčku hitparády. Na 2017 MTV Video Music Awards vyhrálo duo cenu za nejlepší spolupráci na hudebním videu písně.
Po roční přestávce kompletně smazala příspěvky na svých sociálních sítích i svém webu a nahradila je krátkým videem se syčícím hadem, jako odkaz na svá údajná lživá prohlášení ve veřejném prostoru. Následně vydala píseň „Look What You Made Me Do“ jako hlavní singl z jejího šestého alba Reputation, které vyšlo v listopadu 2017. Album bylo inspirované nedávnými událostmi v jejím životě, medializovanými spory i seriálem Hra o Trůny (Game of Thrones). Úvodní singl se dostal na 1. místa hitparád v Austrálii, Irsku, na Novém Zélandu, ve Spojeném království a ve Spojených státech. Jeho hudební video získalo během prvního dne na YouTube více než 43,2 milionu zhlédnutí, čímž se stalo nejnavštěvovanějším hudebním videem za 24 hodin. V říjnu vydala Swift druhý singl „…Ready for It?“, který se dostal na 3. místo hitparády v Austrálii a 4. místo ve Spojených státech.

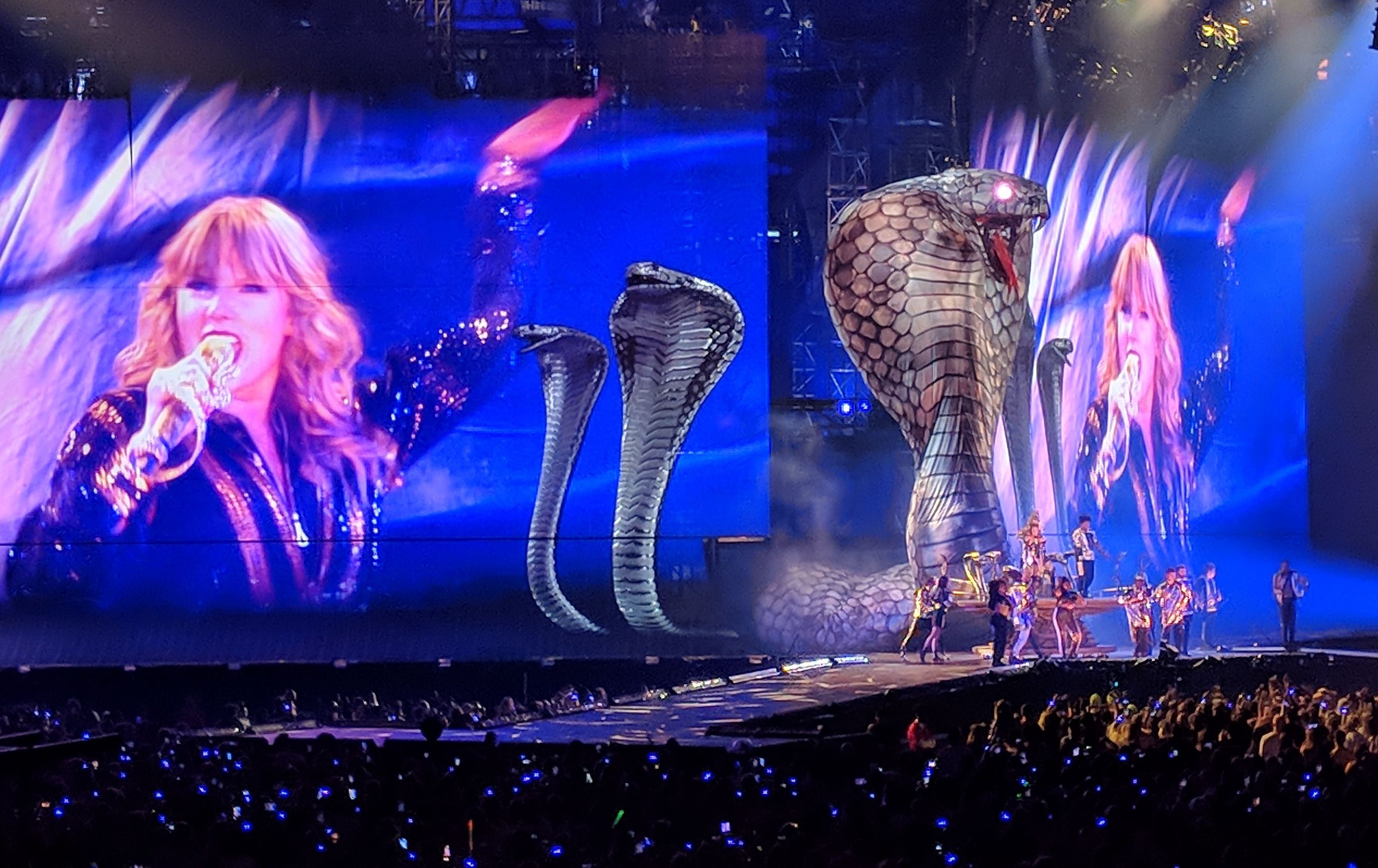
Swift během turné k albu Reputation v Minneapolis s ikonickým symbolem hada, 2018

Před vydáním alba Reputation vydala dvě promo písně „Call It What You Want“ a „Gorgeous“, která se následně stala i singlem ale pouze pro Evropu. Album Reputation vyšlo 10. listopadu 2017. Prodalo se ho přes milión kopií jenom v USA a dostalo se mezi nejlépe prodávaná alba roku 2017 v USA. Prodeje během prvního týdne dosáhly na dva milióny kopií. Swift se tak stala prvním interpretem, kdo měl 4 alba s prodejem v USA přes milión kopií během jednoho týdne. Album se dostalo na vrchol hudebních žebříčků v několika zemích včetně Spojeného království, USA, Kanady a Austrálie. Později toho měsíce vystoupila v Saturday Night Live se singly „…Ready for It?“ a „Call It What You Want“. Další singl „End Game“ s Edem Sheeranem a Future vyšel v listopadu a dostal se na 18. příčku hitparády v USA. O pár týdnů později vyšel poslední singl „Delicate“.
Reputation bylo nominováno na cenu Grammy v kategorii Best Pop Vocal Album. Swift také v roce 2018 obdržela další 4 ceny na American Music Awards a s celkovým počtem 23 získaných cen v kariéře se stala nejvíce oceňovanou umělkyní, čímž překonala i Whitney Houston. Na podporu alba se Swift vydala na turné Reputation Stadium Tour, které trvalo od května 2018 do listopadu téhož roku. To se stalo do té doby nejvýdělečnějším turné v rámci Severní Ameriky s výdělkem přes 345 milionů dolarů. 31. prosince 2018 vyšel na Netflixu i záznam z turné v Arlingtonu.
Reputation bylo posledním albem v rámci 12leté smlouvy s Big Machine Records. V listopadu 2018 Swift podepsala novou smlouvu s Universal Music Group a ve Spojených státech s tím, že její další alba budou promována pod Republic Records. Smlouva obsahuje i ustanovení, která Swift umožňují zachovat si trvale vlastnictví svých originálních nahrávek. Swift také vyjednala, že pokud bude společnost Universal Music prodávat část podílu, který vlastní ve společnosti Spotify, rozdělí výnosy hned mezi své umělce bez ohledu na to, zda na nich společnost již vydělala smlouvou očekávané zisky nebo ne. Tento krok přišel několik let poté, kdy Swift v roce 2014 stáhla své písně z platformy Spotify na protest proti nízkým odměnám pro umělce za streamování jejich tvorby na neplacené verzi platformy. Vrátila se až v roce 2017 po úpravách pravidel.
V dubnu 2018 Swift hostovala v písni „Babe“ od country dua Sugarland. V červenci 2018 získala roli Bombaluriny ve filmové adaptaci muzikálu Cats, jehož premiéra proběhla 20. prosince 2019. Swift uvedla, že motivací pro účast na projektu byla i její velká obliba koček.

### 2019–2020:Lover,FolkloreaEvermore
Swift spolu s Brendnem Urie ze skupiny Panic! at the Disco vydala 26. dubna 2019 singl „ME!“ jako vedoucí singl ze sedmého alba Lover. Píseň tři dny po zveřejnění debutovala na 100. pozici v USA a následující týden skočila na 2. pozici žebříčku. Videoklip pro „ME!“ překonal rekord hudebního webu Vevo se 65,2 milióny zhlédnutí v den vydání. 14. června 2019 vydala druhý singl „You Need to Calm Down“. 23. července 2019 vydala promo píseň z alba pojmenovanou „The Archer“. Třetím singlem se stala titulní skladba alba, která vyšla 16. srpna 2019.

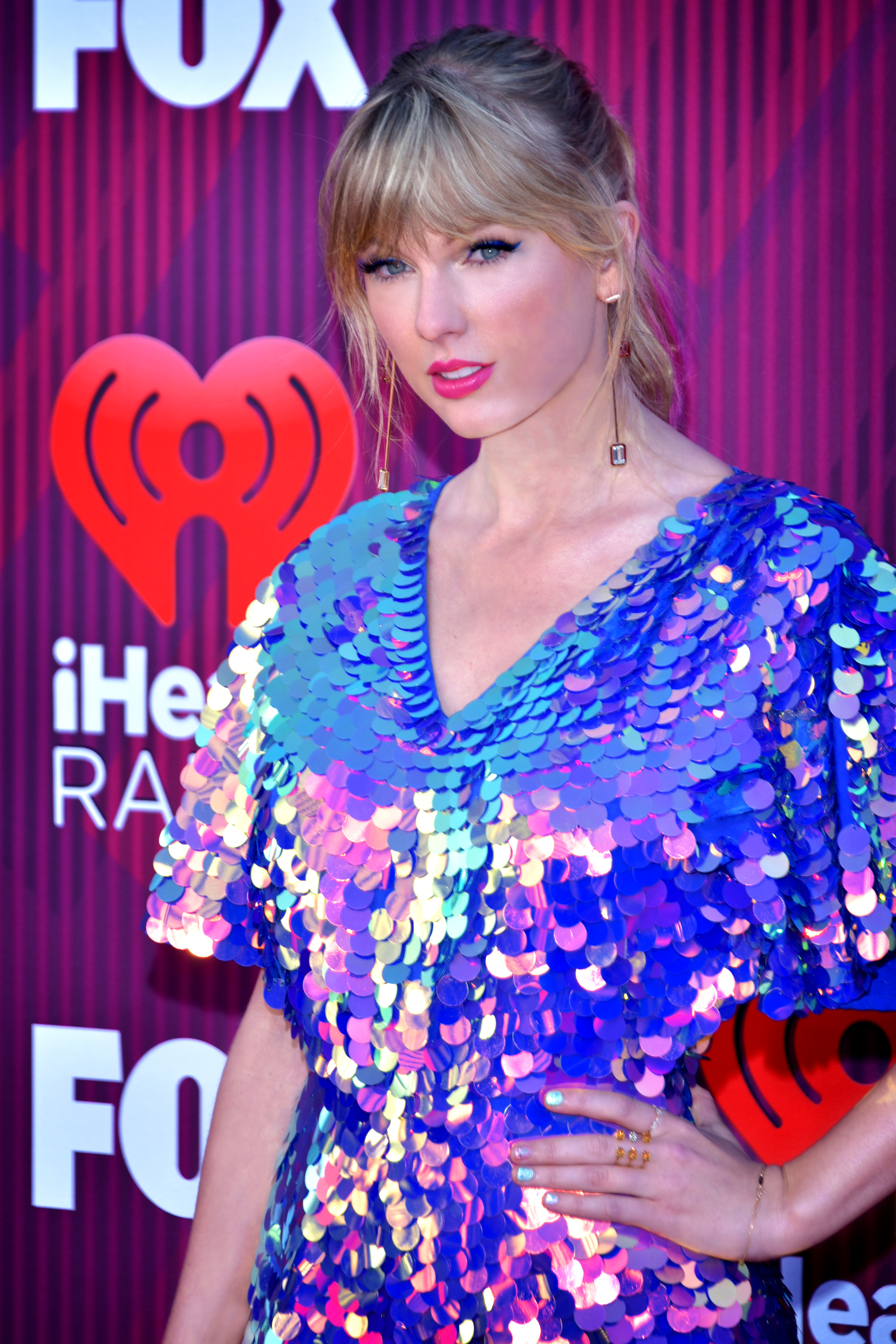
Swift na předávání IHeartMusic Radio Awards v roce 2019

Album Lover vyšlo 23. srpna 2019, bylo pozitivně přijato kritikou a debutovalo na vrcholu žebříčku Billboard 200 s prvotýdenním prodejem 679 tisíc kopií. Všech 18 písní z alba se umístilo v Billboard Hot 100, čímž se Swift stala nejúspěšnější ženskou umělkyní. 17. září 2019 Swift oznámila festivalové turné Lover Fest, které mělo začít v červnu 2020. Swift na sociálních sítích popsala album jako: „Lover jsou otevřená místa, západy slunce + LÉTO. Chci ho prezentovat tím způsobem, který je pro to autentický.“ Vzhledem k pandemii covidu-19 ale muselo být turné nejprve odloženo a nakonec zrušeno.
V červnu 2019 začal široce medializovaný spor o dílo Swift. Hudební manažer Scooter Braun odkoupil skrz svou společnost Ithaca Holdings bývalé zpěvaččino vydavatelství Big Machine Records spolu s vlastnictvím originálních nahrávek šesti jejích alb. To způsobilo, že pokud by Swift své nahrávky chtěla kdekoli využít, musela by žádat Brauna o svolení a zaplatit příslušné poplatky. Swift projevila své znepokojení v příspěvku na sociální síti Tumblr s tím, že se roky snažila vlastnická práva koupit a popsala Brauna jako „neúnavného a manipulativního tyrana“. Za Swift se postavili jak fanoušci tak i mnoho jejích přátel a osobností z hudební branže jako Selena Gomez, Halsey a Iggy Azalea, naopak klienti Brauna jako Justin Bieber a Demi Lovato se snažili jeho pozici obhajovat.
V srpnu 2019 Swift oznámila svůj plán příslušná alba znovu nahrát v listopadu 2020, až tak dovolí její původní smlouva. V listopadu 2019 Swift oznámila, že jí Braun a zakladatel Big Machine Records Scott Borchetta brání ve vystupování se staršími písněmi na American Music Awards 2019, kde měla být oceněna Umělkyní dekády, a také ve využití staršího materiálu pro její dokument Miss Americana na platformě Netflix. Big Machine toto nařčení popřelo a obvinilo Swift z dlužení milionů dolarů. V návaznosti na obvinění zástupci Swift zveřejnili korespondenci, podle které vedení Big Machine odmítající udělit povolení k dokumentu a uvedlo, že Big Machine dluží Swift přibližně $8 milionů v nezaplacených honorářích. 18. listopadu Big Machine uveřejnilo prohlášení, ve kterém souhlasí s udělením všech licencí pro jejich umělce nahrávat a streamovat jejich vystoupení na oboustranně povolených platformách – Swift v něm nebyla zmíněna jménem. V dubnu 2020 Big Machine zveřejnilo živé album Live from Clear Channel Stripped 2008 obsahující záznam z radio show z roku 2008, na které jsou umístěny i zpěvaččiny nahrávky. Swift však oznámila, že nedala svolení ke zveřejnění alba. V říjnu Braun prodal vlastnictví nahrávek, videoklipů atd. společnosti Shamrock Holdings za 300 milionů dolarů. V listopadu 2020 Swift začala znovu nahrávat svou předešlou tvorbu a odmítla nabídku od Shamrock Holdings k partnerství, na jehož základě by Braun pokračoval v profitování z její předešlé práce.
V listopadu 2019 Swift a Andrew Lloyd Webber napsali originální píseň „Beautiful Ghost“ k filmu Cats (2019), která obdržela nominaci za Nejlepší originální píseň na 77. udílení cen Zlatý Glóbus. V prosinci téhož roku vydala vánoční píseň „Christmas Tree Farm“ a zahrála si roli Bombaluriny ve filmové adaptaci Lloyd Webberova muzikálu Cats. 15. ledna 2020 Swift oznámila datum premiéry Netflixem produkovaného dokumentárního filmu o své kariéře Taylor Swift: Miss Americana, který měl vyjít 31. ledna 2020 a premiéru měl na filmovém festivalu Sundance. K dokumentu vyšel i nový singl „Only the Young“, který se objevil v jeho závěrečných titulcích a do kterého Swift promítla své pocity po volbách v USA v roce 2018. V roce 2020 také poprvé veřejně promluvila o problematickém vztahu ke svému tělesnému obrazu, který byl zmíněn právě v dokumentu Miss Americana – následkem intenzivní publicity a komentářů k jejímu vzhledu experimentovala během počátku své kariéry s hladověním a lhala o své životosprávě.
V únoru 2020 Swift podepsala exkluzivní globální dohodu na vydávání hudby s Universal Music Publishing Group poté, co její šestnáctiletý kontrakt s Sony/ATV vypršel. 18. února 2018 zveřejnila živou verzi písně „The Man (Live from Paris)“ nahranou během koncertu City of Lover v L'Olympia 9. září 2019, k písni vyšel 27. února i videoklip. Během online benefičního koncertu One World: Together at Home v dubnu 2020 vystoupila poprvé s písní „Soon You'll Get Better“. Záznam zpěvaččina koncertu City of Lover z Paříže ze září 2019 byl vysílán 17. května 2020 na americké televizi ABC a následující den byl k dostání na online streamovacích platformách Hulu a Disney+. Swift také zveřejnila živé verze skladeb z alba Lover, které představila během jednorázového koncertu.
23. července překvapivě oznámila vydání svého osmého alba, Folklore, které vyšlo následující den. Album bylo napsáno a nahráno během izolace během pandemie covidu-19 ve spolupráci s Bonem Iverem, Jackem Antonoffem a Aaronem Dessnerem. Swift v něm podle svých slov odstoupila od psaní výrazně deníkových písní a vytvořila fiktivní svět a postavy, do kterých promítla své pocity. Hudebně šlo o alternativní indie inspirované lidovými písněmi a eskapismem (fantazijním únikem do imaginárních světů).  Album bylo dobře přijato kritikou a již během prvního týdne se celosvětově prodalo dva miliony kopií. První den vydání zlomilo rekord v počtu přehrátí v kategorii ženských umělců na Spotify. Hlavní singl „Cardigan“ debutoval na vrcholu hitparády Billboard Hot 100, čímž se Swift stala prvním umělcem, u kterého debutoval singl i album na první pozici jak v Billboard 200 tak i Billboard Hot 100 ve stejném týdnu. 25. listopadu zpěvačka zveřejnila samorežírovaný koncertní film Folklore: The Long Pond Studio Sessions na Disney+. Album získalo 6 nominací na 63. předávání cen Grammy včetně kategorie Alba roku.
V krátkém sledu pak zveřejnila další počin – deváté studiové album, Evermore, které vyšlo 11. prosince 2020. Album bylo popsané jako pokračování alba Folklore, jehož úspěch vedl Swift k pokračování v podobném stylu – zatímco předchozí album neslo letní náladu, toto odráželo zimu. Kvůli stále probíhající pandemii bylo album kompletované online na dálku. Na albu opět spolupracovali Bon Iver, Aaron Dessner a Jack Antonoff a ve spolupracích se přidali i americké rockové skupiny Haim a The National.

### Od roku 2021: opakované nahrávky,Midnightsa The Eras Tour

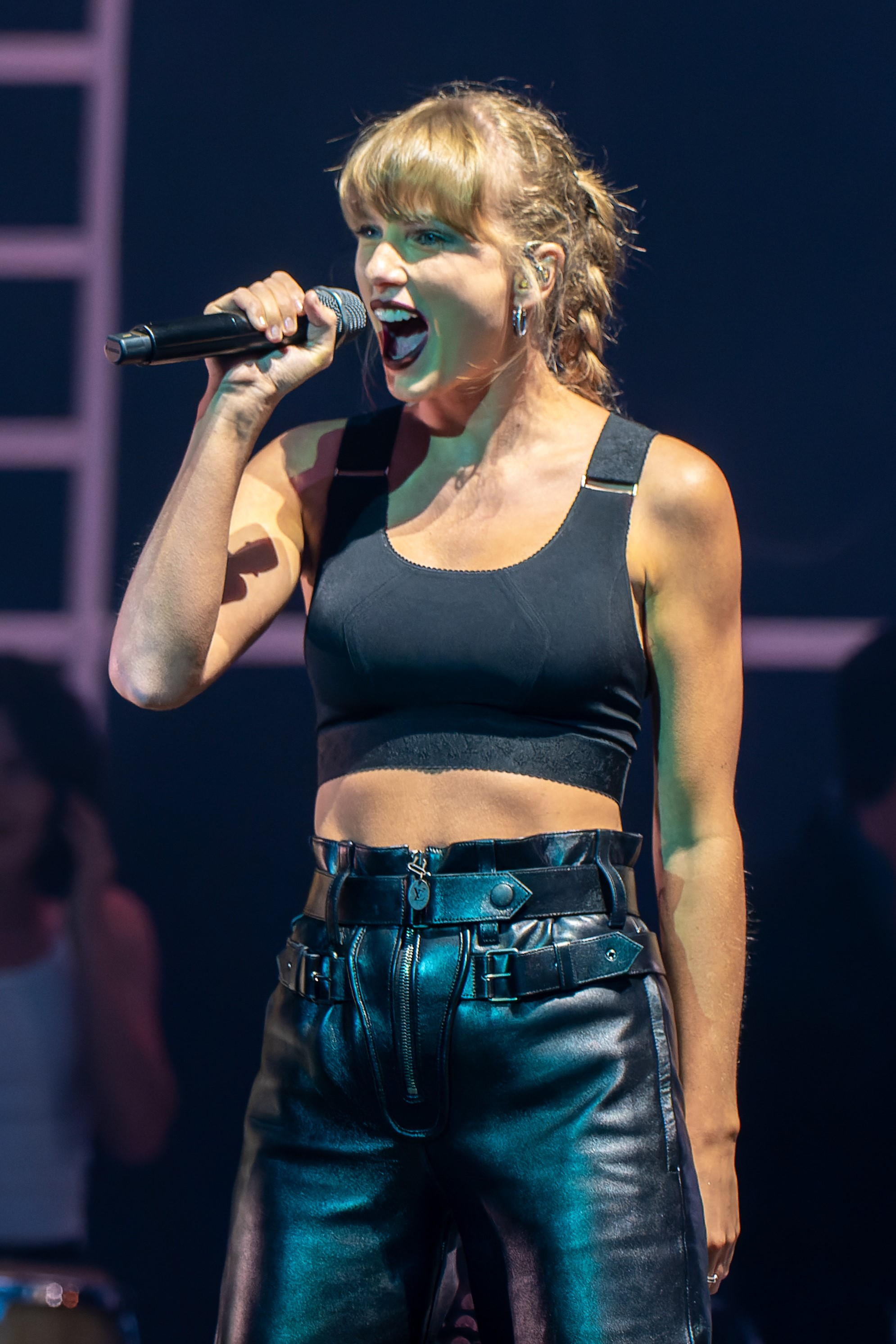
Swift jako host během koncertu Haim v červenci 2022

Po sporu ohledně vlastnických práv ke svým starším nahrávkám Swift zveřejnila 9. dubna 2021 první znovu nahrané album z jejího staršího katalogu Fearless (Taylor's Version) (2021). Tímto způsobem se snažila znovu získat práva ke své starší tvorbě, neboť umělci běžně prodávají v rámci svých nahrávacích smluv práva ke své tvorbě přímo vydavatelstvím, která pak také získají většinu zisků při jakémkoli použití nahrávek, což vysvětlila v talkshow Late Night with Seth Meyers. Zároveň ocenila možnost prožít tvorbu svých alb znovu v klidnějším prostředí a době. Pro znovu nahraná alba také nafotila nové přebaly inspirované těmi původními. Alba zároveň doplnila o dříve nevydané a nově dokončené písně pod označením „From The Vault“ (česky „z trezoru“).
První její znovu nahrané album debutovalo na vrcholu Billboard 200 a bylo podpořeno třemi singly: „Love Story (Taylor's Version)“, „You All Over Me (Taylor's Version) (From The Vault)“ a „Mr. Perfectly Fine (Taylor's Version) (From The Vault)“. Díky singlu „Love Story (Taylor's Version)“, nové nahrávce singlu „Love Story“ z roku 2008, se Swift stala druhým umělcem hned po Dolly Parton, který dostal jak starou tak i novou verzi jedné nahrávky na první místo v hitparádě Hot Country Songs. Druhou novou nahrávkou starého singlu byla píseň Red (Taylor's Version) vydaná 12. listopadu 2021. Poslední skladba alba „All Too Well (10 Minute Version)“, ke které sama Swift režírovala krátký film stejného jména, debutovala na první příčce žebříčku Hot 100, čímž se stala nejdelší skladbou, která se na této pozici umístila. Swift byla nejvýdělečnější ženskou umělkyní roku 2021 a obě alba z roku 2020, Folklore a Evermore, a opětovné nahrávky starých alb se umístily mezi nejlépe prodávajícími alby roku. V květnu 2021 byla Swift oceněna Global Icon Award při předávání Brit Awards 2021. Také obdržela Songwriter Icon Award od National Music Publishers' Association.

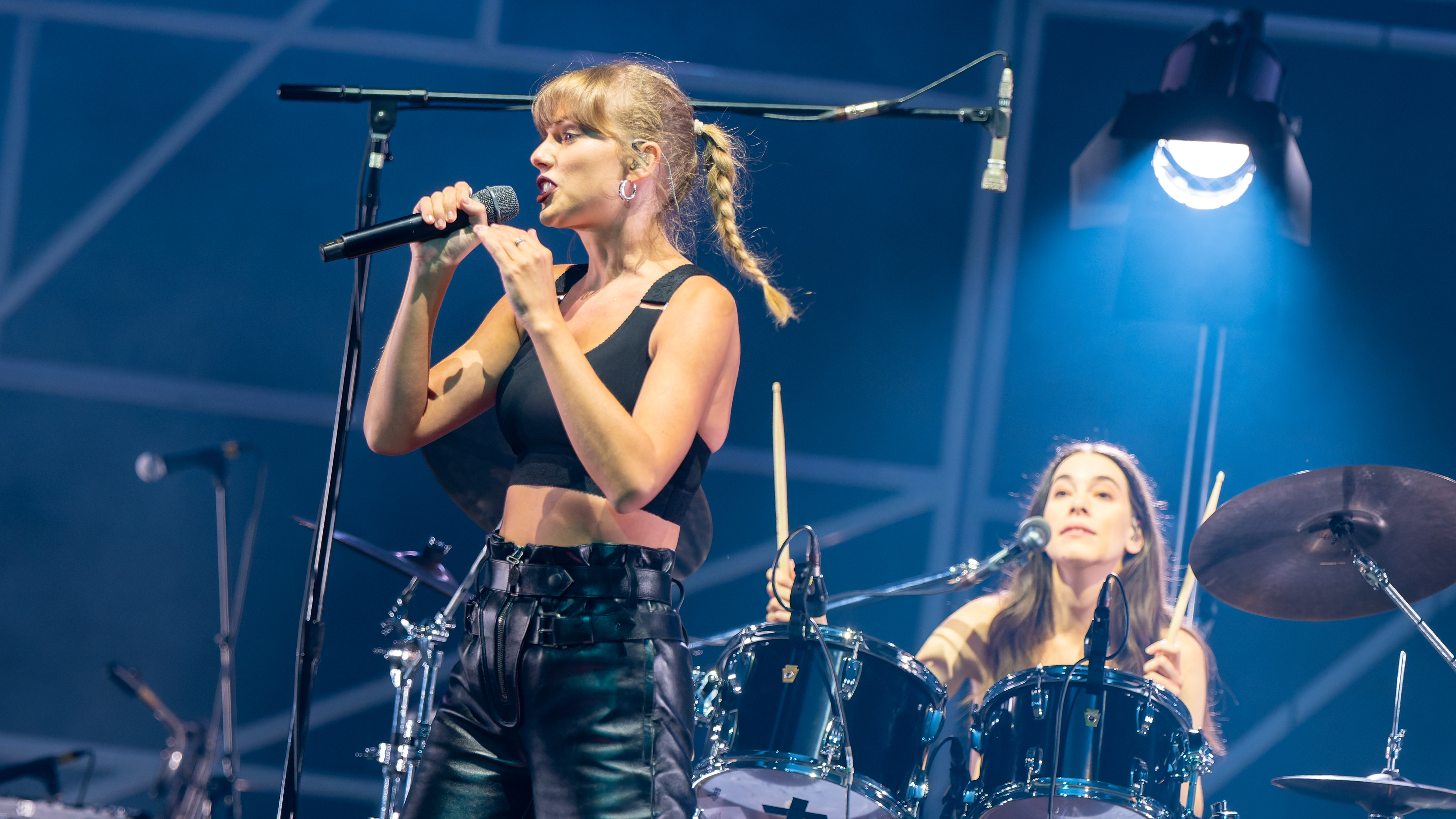
Swift na koncertě skupiny Haim

17. září 2021 zveřejnila „Wildest Dreams (Taylor's Version)“ a 6. května 2022 „This Love (Taylor's Version)“. Mimo její alba se Swift v letech 2021 a 2022 podílela na 4 písních: „Renegade“ and „Birch“ od Big Red Machine, remix písně „Gasoline“ od skupiny Haim a „The Joker and the Queen“ s Edem Sheeranem. V roce 2022 Swift zveřejnila píseň „Carolina“ jako část soundtracku k mysterióznímu filmu Where the Crawdads Sing. Rovněž si zahrála roli Elizabeth Meekins v historickém filmovém dramatu Amsterdam.
Během 2022 MTV Video Music Awards 28. srpna 2022 obdržela 3 sošky za All Too Well: The Short Film včetně kategorie Video roku, čímž prolomila rekord, neboť v této kategorii vyhrála již potřetí. Během její děkovné řeči oznámila vydání jejího desátého studiového alba Midnights, které vyšlo 21. října 2022. S tímto albem se zpěvačka vrátila k popu. Midnights a jeho hlavní singl „Anti-Hero“ pokořily několik rekordů. Album i singl se na Spotify staly nejposlouchanějším albem a písní během jednoho dne se 185 miliony přehrání alba a 17,4 milionů u singlu. V USA se album stalo nejrychleji prodávaným za rok 2022 a debutovala na vrcholu žebříčku Billboard 200 s 1,54 miliony prodaných kusů a jednalo se o páté zpěvaččino album, které debutovalo s více než milionem prodaných kusů. Zpěvačka se rovněž stala prvním umělcem, který dokázal obsadit všech 10 čelních pozic žebříčku Billboard Hot 100. Swift také v roce 2022 obdržela čestný doktorát z umění na New York University. Vysokou školu nakonec nestudovala, ale vždy doufala, že se tak stane a svět fiktivního života na univerzitě inspiroval i její texty.

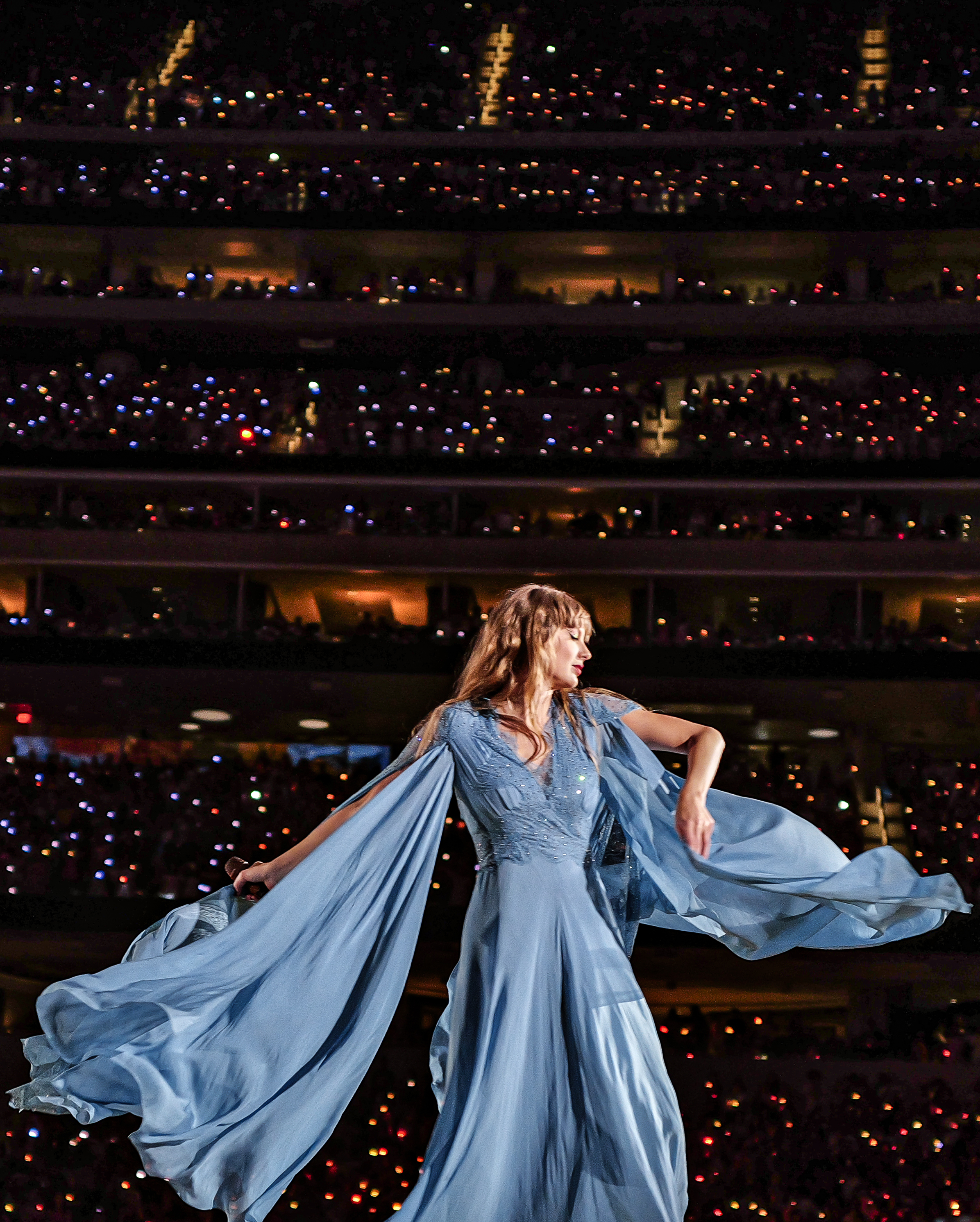
Swift během The Eras Tour v Inglewoodu, 2023

Na podporu Midnights a svých předchozích alb se Swift v roce 2023 vydala na masivní turné The Eras Tour, jehož show tvořily průřez 17 lety její dosavadní tvorby. Swift se na turné začala připravovat už 6 měsíců předem intenzivním fyzickým tréninkem – na každé zastávce odehrála až tři koncerty, každý v délce přes tři hodiny. Ve stejném roce také vešel do kin koncertní film Taylor Swift: The Eras Tour kompilující tři srpnová vystoupení na losangeleském stadionu SoFi. Film poté vyšel 15. března 2024 ve streamovací premiéře na platformě Disney+ pod názvem Taylor Swift: The Eras Tour (Taylor's Version) se čtyřmi dalšími bonusovými písněmi.
Turné provázely různé incidenty a kontroverze. Předprodej vstupenek na koncerty v USA doprovázelo zhroucení webu distribuční společnosti Ticketmaster, což vyústilo v kontroverzi ohledně monopolu společností Ticketmaster a Live Nation na prodej vstupenek. Jen za první den se prodalo rekordních 2 miliony lístků, v přeprodeji se pak některé objevily i za více než 22 tisíc dolarů (v přepočtu zhruba 490 tisíc korun českých). Koncert v Rio de Janeiru pak poznamenala tragédie, kdy se pořadatelé nijak nepřizpůsobili vlnám veder v oblasti (zakázali návštěvníkům přinést si tekutiny a sami jich neposkytli dostatek) a jedna z návštěvnic koncertu na následky akutního přehřátí zemřela. 
9. října 2023 během poslední americké show svého turné The Eras Tour v Los Angeles oznámila znovu vydání alba 1989 (Taylor's Version), které vyšlo 27. října. Celé turné se stalo vůbec nejvýdělečnějším v historii. Swift vydělala více než dvě miliardy dolarů za více než 10 milionů prodaných vstupenek na The Eras Tour.
Na předávání cen Grammy v roce 2024 obdržela cenu za nejlepší popové album za Midnights, šlo již o 13. cenu Grammy v její kariéře a zároveň se stala historicky držitelem s nejvíce cenami za album roku s celkovými 4 a překonala tak umělce jako Stevie Wonder, Frank Sinatra a Paul Simon. Oznámila datum vydání již 11. studiového alba s názvem The Tortured Poets Department, které vyšlo 19. dubna 2024 jako double album – druhá část s 15 dalšími písněmi byla pojmenována The Anthology. Pilotním singlem alba se stal „Fortnight“ ve spolupráci s Post Malone.

## Umělecká tvorba a vliv

### Umělecké vlivy
Jako jednu ze svých prvních pěveckých inspirací uvádí svou babičku Marjorie Finlay. Od dětství poslouchala skupinu Def Leppard, kteří byli oblíbenci její matky. Swift byla ve svých nácti velkou fanynkou seriálu Behind The Music, který sledoval osudy významných hudebníků. Tam také získala inspiraci pro začátek své hudební kariéry. Obdivovala velké country hvězdy Shaniu Twain, The Dixie Chicks, Faith Hill, Patsy Cline nebo LeAnn Rimes. Její velkou inspirací je i zakladatel kapely The Beatles Paul McCartney – jeho tvorba i osobnost a charakter. Sám McCartney také uvedl, že jeho singl „Who Cares“ byl inspirovaný vztahem Taylor Swift s jejími fanoušky. Swift se nechává inspirovat právě i jimi. V rozhovoru pro Time popsala, že ráda využívá sociální síť Tumblr a prochází, co její fanoušci sdílí.
Kromě psaní textů písní Swift ráda čte poezii i prózu. Její nejoblíbenější kniha je Jako zabít ptáčka (v originále To Kill a Mockingbird). Mezi další její oblíbené tituly patří Šarlotina pavučinka, Velký Gatsby nebo Hvězdy nám nepřály.

### Témata a styl tvorby
Častým námětem jejích textů a velkou inspirací jsou mezilidské vztahy v různých podobách. Pro časopis Elle Swift napsala: „Miluju psaní písní, protože ráda uchovávám vzpomínky, je to jako zarámovat pocit, který jste kdysi měli.“ Způsob, jakým ji píseň dokáže přenést do vzpomínek, popisuje Swift jako formu cestování časem.

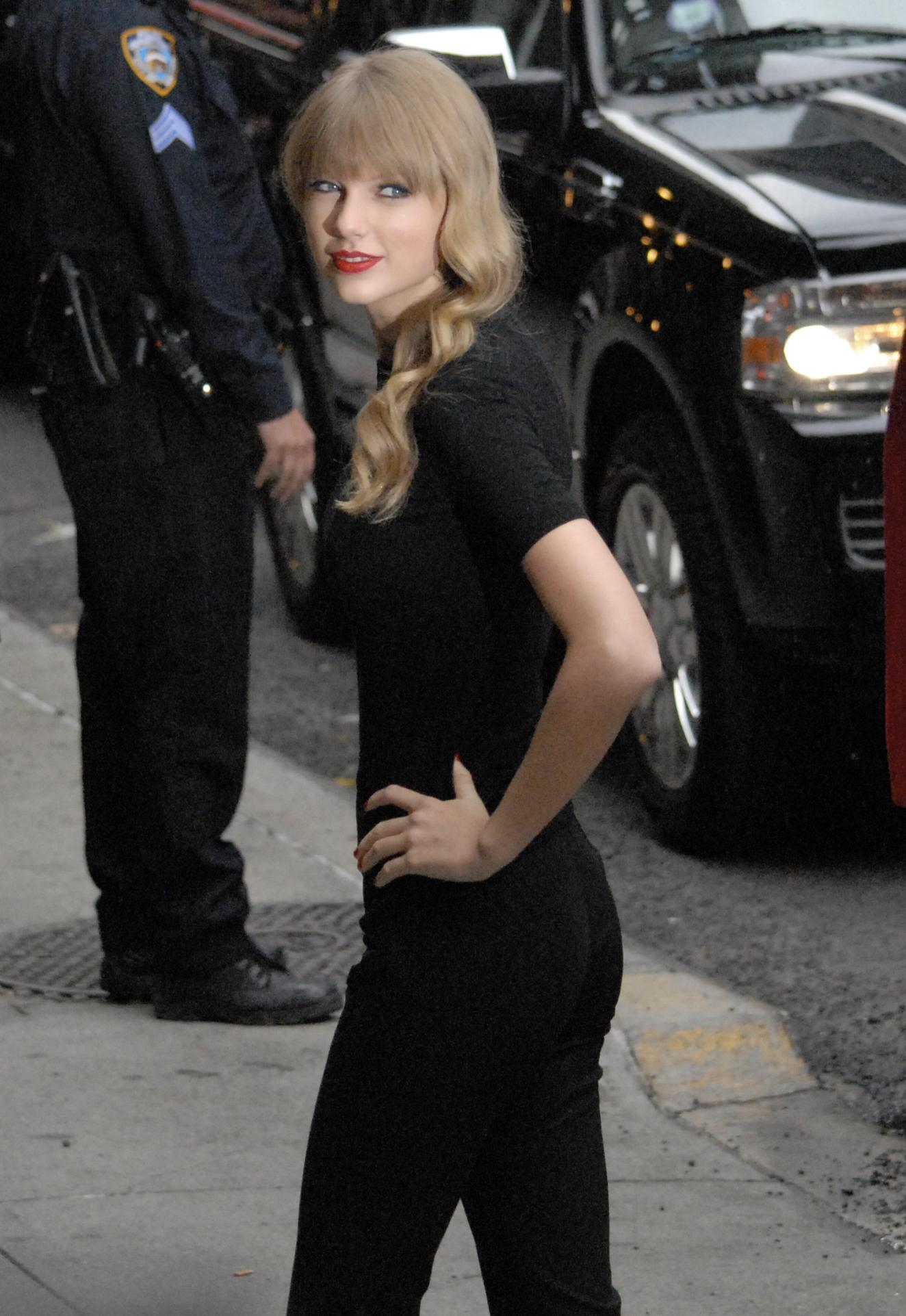
Swift před Letterman studiem, 2012

Výrazným motivem jsou příběhy lásky, které jsou součástí jejích největších hitů. O lásce mluví jako o něčem, co jí fascinuje, a ráda tento koncept studuje. Swift zahrnuje do svých textů zkušenosti z milostných vztahů, které měla možnost pozorovat, ale často i ze svých vlastních – v negativním i pozitivním slova smyslu – vypráví jak o rozchodech, dramatických situacích i společně prožitých chvílích a romantických momentech.
Věnuje se v textech ale i mnoha jiným námětům. Album Reputation odkazuje na mediální skandály z roku 2016 a celkovou frustraci z toho, jak média formují její image. Na albu Folklore metaforicky popisovala například i pocity zklamání z pociťované zrady z toho, kdy byla prodána práva k jejím 6 starším albům. V textech vyjadřuje i své pocity ze stavu společnosti a jejích hodnot nebo volebních výsledků. Tematicky se její písně věnují i přátelství, rodinným vztahům, kariéře i reflexi vývoje vlastní osobnosti s věkem.
Jelikož texty jejích písní odrážejí univerzální životní zkušenosti (včetně těch traumatických), mnoho lidí se s nimi ztotožňuje a spatřuje v nich analogie ke svým vlastním prožitkům. Fanoušci si tak k jejím písním vytváří i velmi silný emocionální vztah.

### Zpěv a hudební styl

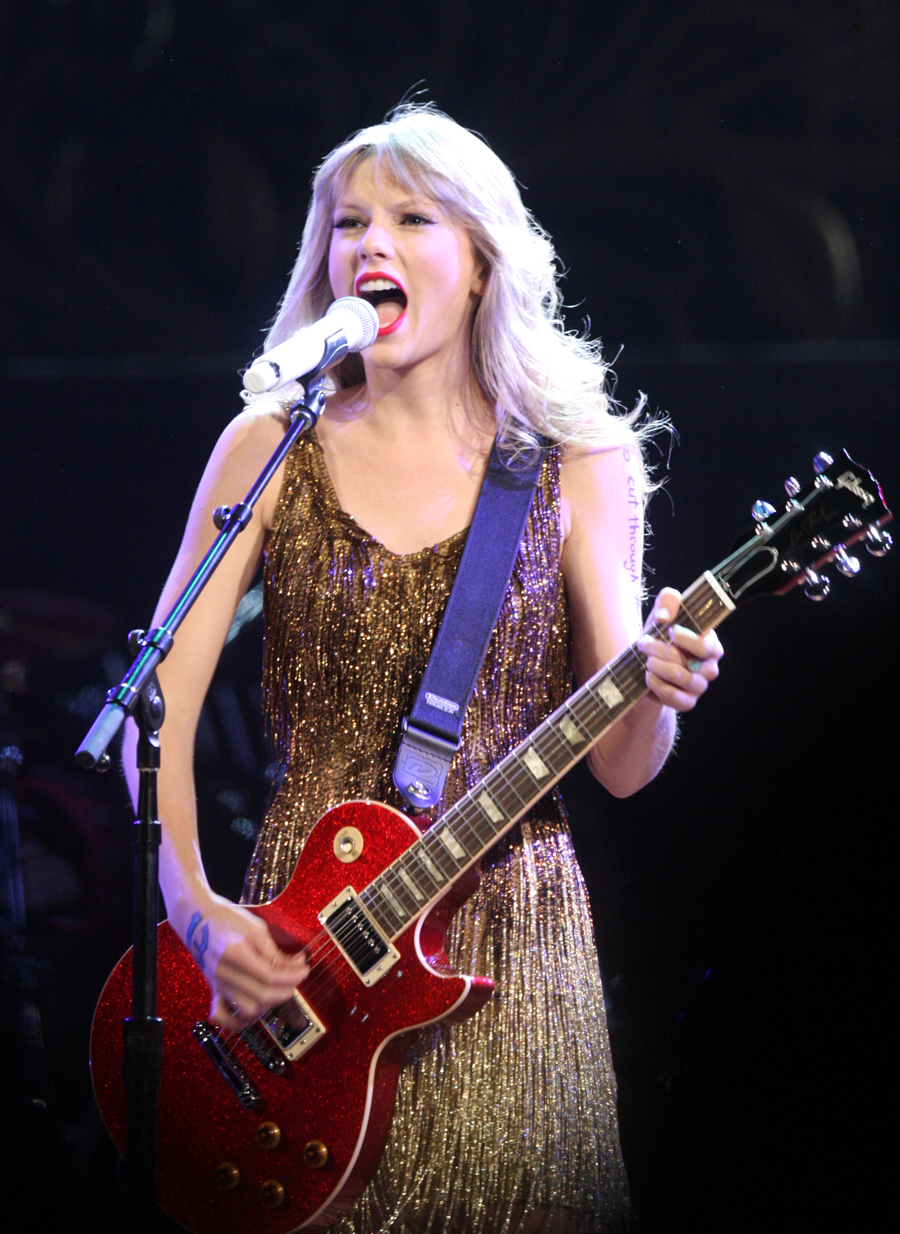
Swift během Speak Now World Tour v Sydney, 2012

Její hudba vycházela původně z country, ale s postupem její kariéry začala míchat více žánrů hlavně pop, pop-country a pop-rock, ale i indie, rap a další. Zlomovým v tomto bylo album 1989.
Její hlas je popisován jako soprán, technicky zpívá s jistotou hlavně v nižších a středních polohách a nemá příliš široký rozsah hlasu. Swift je známá tím, že není technicky příliš dobrou zpěvačkou, ale je velmi dobrou textařkou, na čemž staví úspěch své kariéry. Ve svých textech se snaží precizně zachytit silné momenty a romantické obrazy, hledá přesný způsob jak uchovat určité vzpomínky nebo pocity. Její tvorba byla původně velmi silně inspirovaná jejím životem a vlastními zážitky, později s albem Folklore přešla na tvorbu fiktivních světů a příběhů v rámci nich. Některé písně podle svých slov napsala za 15 minut, jiné jí trvaly i rok.
Do své tvorby často schovává různé šifrované zprávy, hádanky, odkazy na její život a různá skrytá překvapení pro své fanoušky (souhrnně známé pod termínem Easter Eggs). V éře alba Reputation, kdy nedávala rozhovory novinářům, to byl dokonce její hlavní způsob komunikace s fanoušky. Videoklip k singlu „Look What You Made Me Do" je podle jejích slov pro magazín Entertainment Weekly „doslova jeden velký Easter Egg… Jsou tam tisíce odkazů. Některé lidé ještě ani nenašli." V bookletech jejích starších CD bylo zase možné najít krátké skryté zprávy, které bylo třeba poskládat z odlišně stylizovaných písmen. Tento přístup zároveň vede k většímu a bližšímu zájmu o její tvorbu mezi fanoušky a výraznější vzájemné interakci s nimi.

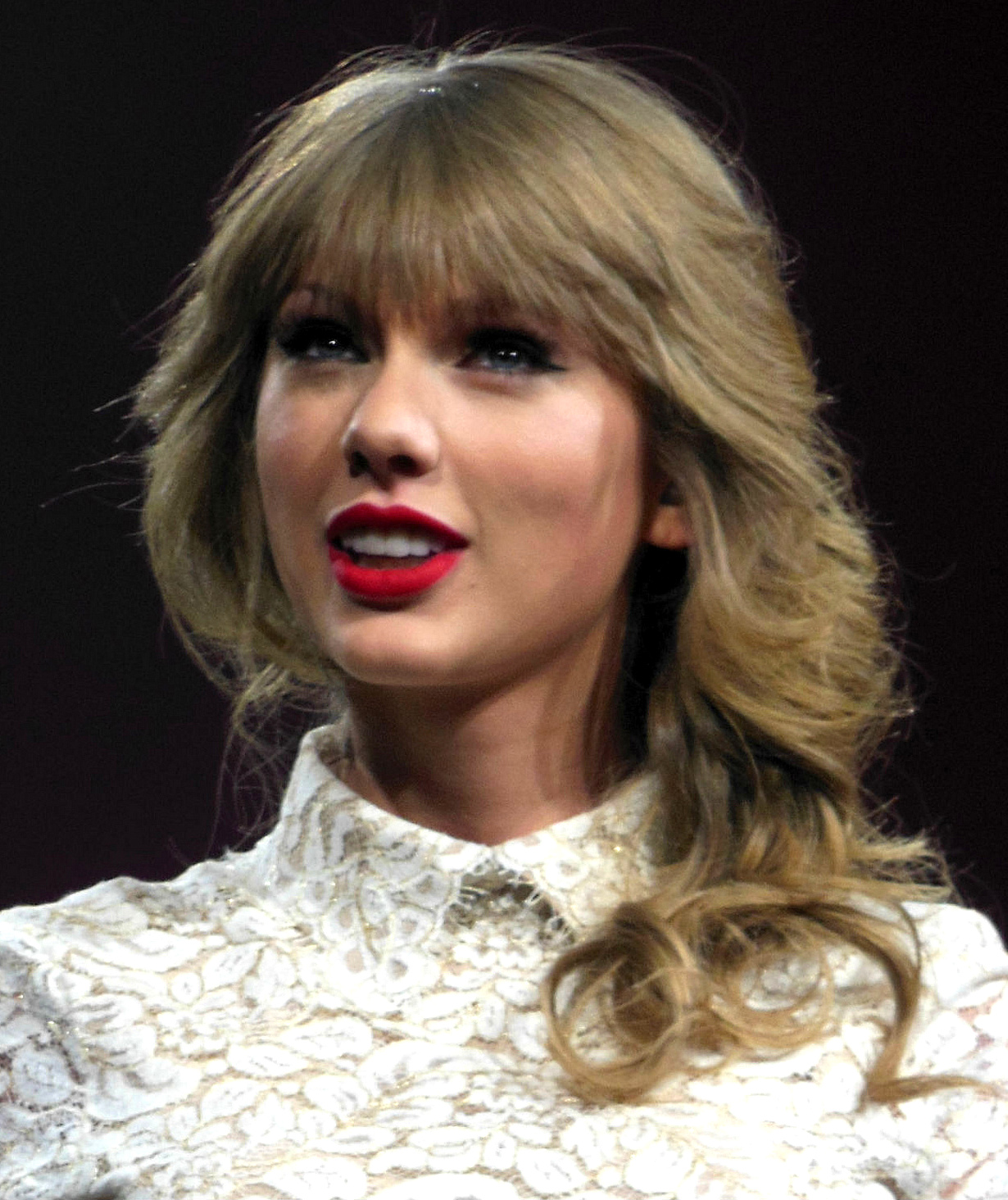
Swift při turné k albu Red, 2013

### Veřejná image
Na začátku své kariéry byla ztělesněním fenoménu America's Sweetheart (mladé ženy, která je idolem pro ostatní ženy a pro muže tou, kterou by chtěli představit své matce). Záměrně se také vyhýbala situacím, které by mohly vyústit v mediální skandály pro mladé hvězdy typické jako zneužívání alkoholu apod. Ve svých 16 letech, když vstoupila do hudební branže se svým debutovým albem, se profilovala jako milá, nevinná, rozesmátá dlouhovlasá blondýna s kytarou a kovbojskýma botami. Ačkoli se její image měnila s tématy jejích alb, ikonickým vzhledem je kombinace dlouhých zvlněných blond vlasů a rudé rtěnky, která byla nejprve její image k albu Red.
Její veřejný obraz během její kariéry přecházel od velmi emocionální náctileté dívky, která často odkrývá své i velmi niterní pocity fanouškům ve svých textech, po perfekcionistickou a vypočítavou podnikatelku – tento rozporný obraz také vedl k mnoha negativním reakcím vůči ní samotné. Její pověst také výrazně ovlivňovaly vztahy se slavnými muži, často skloňované v médiích, jelikož inspirovaly i její texty. Následně byla kritizována za to, že používá svou hudbu jako způsob msty nebo veřejného očerňování bývalých partnerů. (Sama v dovětku v poděkování svého debutového alba napsala, že písně na něm jsou o těch, „kteří si mysleli, že bude husté zlomit její srdce“.) Swift oba aspekty adresovala v rozhovorech. Pro Rolling Stone v roce 2019 uvedla, že se již více nebojí přiznat, že některé věci v jejím životě jako marketing alb jsou jednoduše strategické kroky s tím, že je už unavená, jak se ženy v hudební branži bojí toto přiznat zatímco mužští interpreti ne. V rozhovoru pro australské rádio 2DayFM pak na adresu výroků, že píše pouze písně o svých bývalých přítelích řekla: „O Edovi Sheeranovi to nikdo neřekne. O Bruno Marsovi to nikdo neřekne. Všichni píšou písně o svých bývalkách, současných přítelkyních, svém milostném životě a nikdo to neoznačuje za podezřelé.“

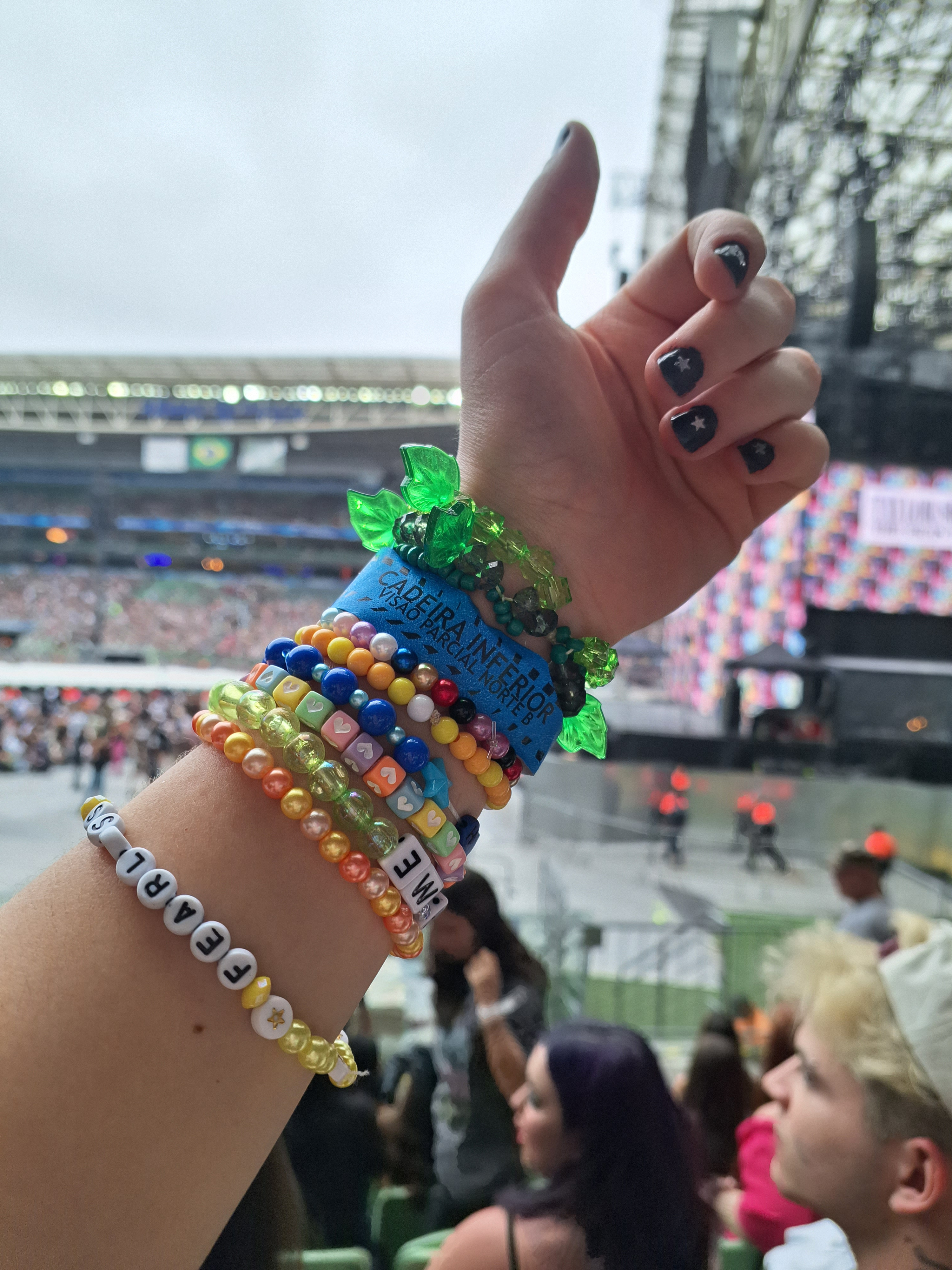
Náramky přátelství odkazující na tvorbu Taylor Swift v rámci koncertu k The Eras Tour v São Paulu v roce 2023.

Od samého začátku si udržuje blízký a přátelský vztah se svými fanoušky, kteří se sami začali označovat termínem Swifties. Swift je známá nejen tím, že svými fanoušky intenzivně komunikuje přes sociální sítě a sdílí alespoň z části svůj osobní život, ale i že některé své fanoušky finančně podpořila v životní nouzi nebo překvapila vánočními dárky. Udržuje si tak nejen velkou, ale i velmi silnou a oddanou fanouškovskou základnu, pro kterou je vzorem, se kterým se fanoušci díky jejím textům písní navíc i osobně ztotožňují.
Fenoménem na jejích koncertech se stalo vyměňování náramků přátelství s odkazy na její tvorbu mezi fanoušky. Náramky nesou typicky pestrobarevné korálky s úryvky písní nebo jen názvy jejích alb. Pro fanoušky je výměna náramků i efektivní způsob navazování konverzace. Původně ručně vyráběné náramky se staly natolik populární, že se začaly vyrábět i komerčně. Média spojují začátek této tradice s přímou inspirací fanoušků textem písně „You’re On Your Own, Kid" z alba Midnights a za její rozkvět označují turné The Eras Tour v roce 2023. Swift ale publikovala fotku sebe s náramky už před vydáním alba Lover v roce 2019. Samotný zvyk výměny náramků na koncertech je ale mnohem starší tradicí známou například z rave a EDM koncertů (typicky house, techno a další taneční hudby), kde jsou tyto náramky označované termínem kandi.

### Uznání a vliv
Za svou tvorbu se Swift dočkala uznání od mnoha významných umělců. Její textařské dovednosti ocenili například Bruce Springsteen, Carole King, Stevie Nicks i Dolly Parton. Zpěvák Billy Joel popsal její úspěch jako beatlemánii současné generace. Textařské schopnosti Swift inspirovaly a motivovaly k tvorbě i mnoho mladých hudebních interpretů, mezi ně se řadí například Conan Gray a Olivia Rodrigo. Média i umělci hovoří o tom, že ovlivnila celou novou generaci tvůrců. Zasloužila se také o propagaci country hudby a rozšíření jejího publika.

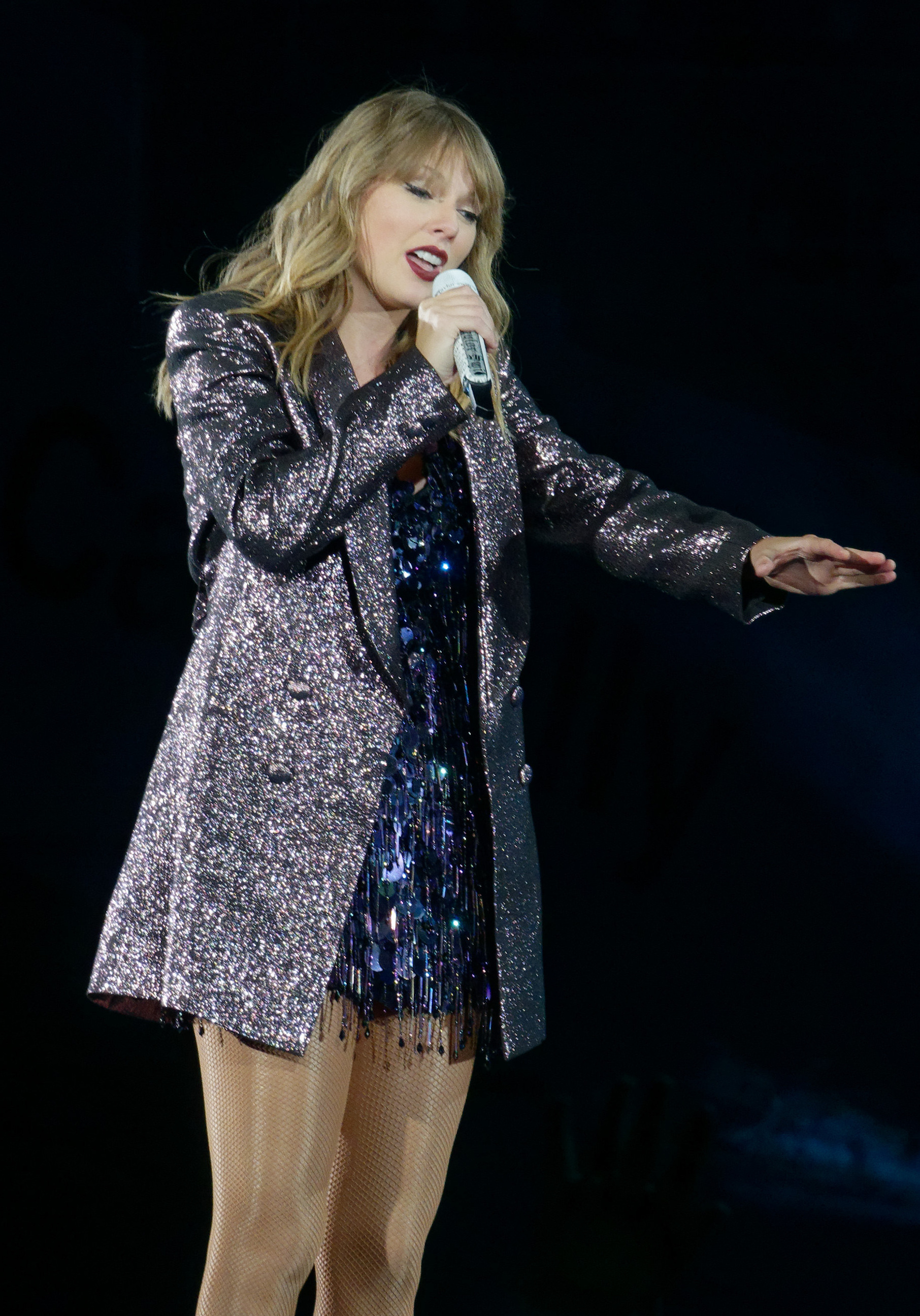
Swift během Reputation Tour v Seattlu, 2018

V souvislosti s jejími veřejnými aktivitami se hovoří o takzvaném Taylor nebo Taylor Swift efektu, tedy vlivu jejího chování na chování široké veřejnosti, který bývá do určité míry připisován i jiným celebritám a jejich vlivu na konzumní chování nejen jejich fanoušků. Fanoušci Swift slouží v této kaskádě jako velmi efektivní prostředníci zpěvačky, kteří tvoří širokou síť lidí šířících informace, názory a motivujících k chování další lidi kolem sebe. Tím se její sféra vlivu přelévá i mimo okruh fanoušků, což se podobá vlivu televizního vysílání a dalších médií na veřejnost. Swift tak není nutně vždy tím, kdo ovlivňuje přímo určitý aspekt chování lidí, tuto roli zastává do velké míry samotná komunita jejích fanoušků.
Příkladů Taylor efektu bývá uváděno mnoho. Během jejího turné The Eras Tour sledovala média vliv koncertů na ekonomiku měst, ve kterých Swift vystupovala. Návštěvníci sjíždějící se na koncerty i z relativně velké dálky krátkodobě posílili lokální ekonomiku skrze své útraty za ubytování, stravování, dopravu ale i kostýmy nebo suvenýry. Když Swift v roce 2023 navázala vztah s hráčem amerického fotbalu Travisem Kelcem, došlo k masivnímu nárůstu zájmu o sportovní přenosy jeho týmu (ty navíc začalo sledovat o desítky procent více žen), o koupi lístků na utkání i koupi jeho dresu. Kromě ekonomického vlivu jde ale i ovlivnění chování – jediný instagramový příspěvek Swift vyzývající k zájmu o volby v USA zajistil registraci více než 35 tisíc nových voličů.

## Filantropie
Své finanční prostředky Swift pravidelně daruje na různé charitativní účely. V letech 2012–2014 byla organizací DoSomething prohlášena za jednu z nejštědřejších celebrit. V roce 2012 byla oceněna za své charitativní aktivity cenou Ripple of Hope Award od Robert F. Kennedy Center for Justice and Human Rights. a převzala z rukou Michelle Obamy cenu The Big Help Award za její „oddanost pomáhat druhým“ a „prostřednictvím činnosti inspirovat druhé“.
Za svou kariéru darovala Swift stovky tisíc dolarů na pomoc při přírodních katastrofách – například při povodních v USA roce 2008 v Iowě, 2010 v Nashvillu a 2016 v Louisianě, obětem hurikánu Harvey v roce 2017 a na následky tornád v Nashvillu v roce 2020. Desítky tisíc pak věnovala konkrétním lidem ve finanční tísni, včetně svých fanoušků (mimo jiné i přes web GoFundMe). Během turné The Eras Tour v roce 2023 věnovala finanční prostředky několika potravinovým bankám v USA – právě v době, kdy nároky na služby potravinových bank začaly rapidně růst.

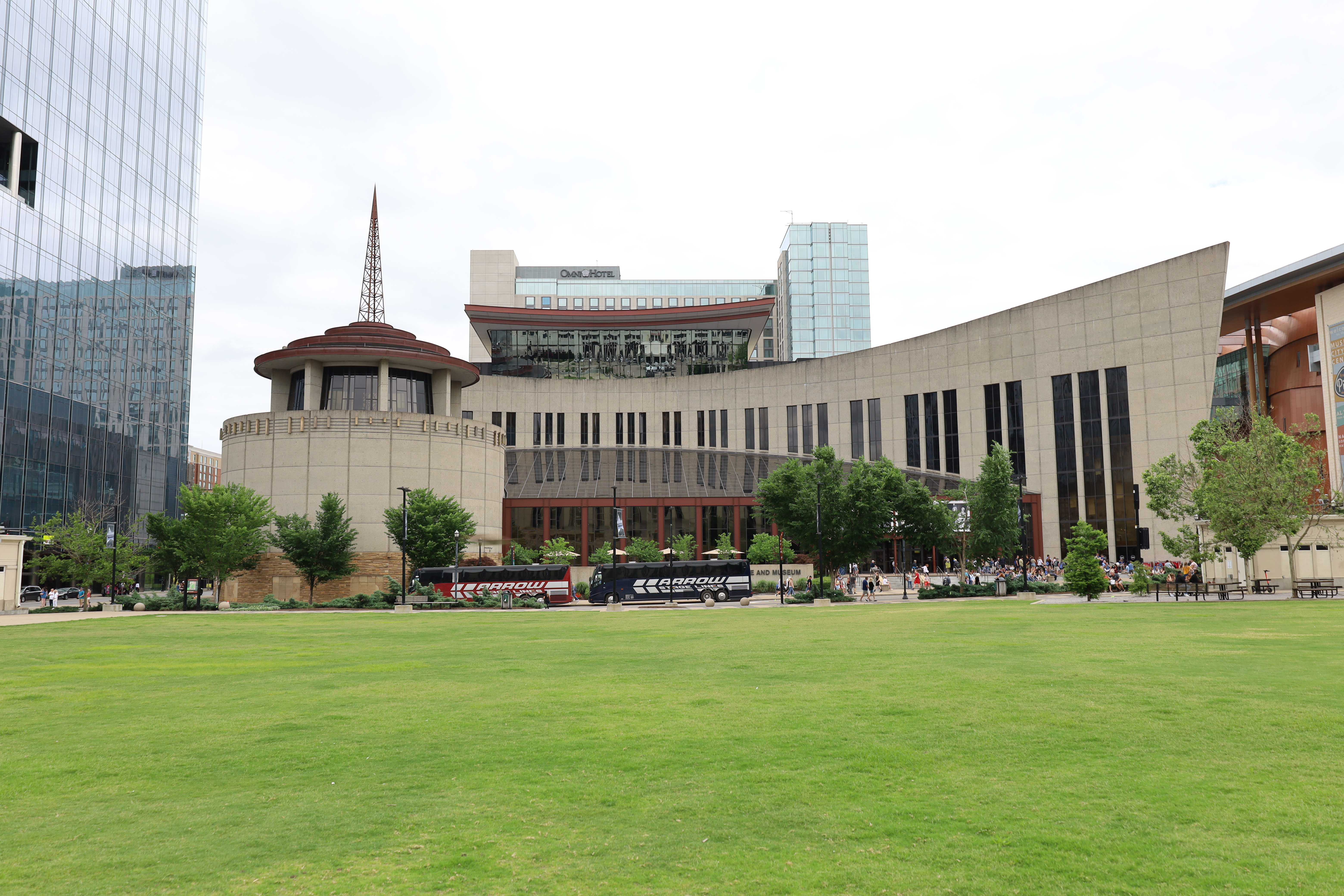
Country Music Hall of Fame a Museum v Nashvillu v Tennessee, 2022

Swift také financovala projekty uměleckého vzdělávání a vzdělávání obecně, například poskytla finanční prostředky pro hudební oddělení vysokých škol, nákupy hudebním nástrojů a podporu veřejných škol v USA. Největší dar poskytla v roce 2012, financovala 4 miliony dolarů stavbu nového vzdělávacího centra v Country Music Hall of Fame a muzea v Nashvillu. Budova s 7500 m2 nesoucí zpěvaččino jméno se otevřela v roce 2014 a bude novými programy a workshopy podporovat dospívající a seniory.
Podporovala ale v minulosti i další kulturní instituce. Intenzivně se věnuje podpoře čtenářství u dětí – v roce 2010 se stala součástí kampaně You are What You Read vydavatelství knih Scholastic a v roce 2012 a 2014 se účastnila dlouholeté kampaně s názvem Read Across America Day (READ). Věnovala tisíce knih pro děti a dospívající veřejným a školním knihovnám v USA. V roce 2013 darovala 100 000 dolarů Nashvillskému symfonickému orchestru, který se dostal do finanční tísně. V roce 2015 poskytla také 50 tisíc dolarů symfonickému orchestru v Seattlu, který je využil na podporu programu výuky hudby na základních školách profesionálními hudebníky.
Zpěvačka také přispěla na léčbu rakoviny jednotlivcům i institucím, například The Children’s Hospital of Philadelphia a nadaci na výzkum rakoviny u dětí. Matka Swift se léčila s rakovinou prsu a nádorem na mozku, pro Swift je tak dárcovství i značně osobní věc. Swift se také setkává s mnoha nemocnými fanoušky pomocí nadace Make-A-Wish, např. v nemocnici St. Jude Childrens Research Hospital, zdravotním centru Walter Reed Army, domě Ronalda McDonalda, zdravotním centru Cedars-Sinai.
Swift se staví za práva LGBT+ komunity – ve svém videu pro singl „You Need to Calm Down“ spolu s celebritami LGBT+ komunity vyzvala k ochraně proti jejich diskriminaci. Veřejně vyjádřila podporu komunitě i v projevu v rámci svého turné The Eras Tour.
Zapojila se také do mnoha dalších charitativních kampaní, jako projektu Hope for Haiti, benefičního koncertu na pomoc obětem zemětřesení na Haiti v roce 2010, ale i propagace bezpečné jízdy mladých spolu s Toyotou.

## Diskografie

### Studiová alba
- Taylor Swift (2006)
- Fearless (2008) / Fearless (Taylor's Version) (2021)
- Speak Now (2010) / Speak Now (Taylor's Version) (2023)
- Red (2012) / Red (Taylor's Version) (2021)
- 1989 (2014) / 1989 (Taylor's Version) (2023)
- Reputation (2017)
- Lover (2019)
- Folklore (2020)
- Evermore (2020)
- Midnights (2022)
- The Tortured Poets Department (2024)
- The Life of a Showgirl (2025)

### EP
- Sounds of the Season: The Taylor Swift Holiday Collection (2007)
- Beautiful Eyes (2008)

### Živá alba
- Connect Set
- iTunes Live from SoHo
- Speak Now: World Tour Live

### Video-alba
- CMT Crossroads: Taylor Swift & Def Leppard (2008)

### Soundtracky k filmům
- Hannah Montana: The Movie: Taylor Swift – Crazier (2009)
- Hunger Games: Taylor Swift & The Civil Wars – Safe and Sound (2011)
- Hunger Games: Taylor Swift – Eyes Open (2011)
- Navždy spolu (The Vow): Taylor Swift – Enchanted (2012)
- Padesát odstínů temnoty (Fifty Shades Darker): Taylor Swift feat. ZAYN – I Don't Wanna Live Forever (2017)
- Cats: Taylor Swift – Beautiful Ghosts (2019)
- Where the Crawdads Sing: Taylor Swift – Carolina (2022)

## Turné
- Fearless Tour (2009–2010)
- Speak Now World Tour (2011–2012)
- The Red Tour (2013–2014)
- The 1989 World Tour (2015)
- Reputation Stadium Tour (2018)
- The Eras Tour (2023–2024)

## Filmografie
| Rok       | Název                          | Role                  | Poznámky                           |
| --------- | ------------------------------ | --------------------- | ---------------------------------- |
| 2009      | Jonas Brothers: The 3D Koncert | samu sebe             | miniaturní role                    |
| 2009      | Kriminálka Las Vegas           | Haley Jones           | díl: „Dál, dál, dál“               |
| 2009      | Hannah Montana: The Movie      | samu sebe             |                                    |
| 2009      | Saturday Night Live            | samu sebe/moderátorka |                                    |
| 2010      | Na sv. Valentýna               | Felicia               |                                    |
| 2012      | Lorax                          | Audrey (hlas)         |                                    |
| 2013      | Nová holka                     | Elaine                | díl: „Svatba jako řemen“           |
| 2013–2014 | The Voice                      | samu sebe             | host (4. řada) a poradce (7. řada) |
| 2014      | Dárce                          | Rosemary              |                                    |
| 2017      | Saturday Night Live            | samu sebe             |                                    |
| 2019      | Cats                           | Bombalurina           |                                    |
| 2022      | Amsterdam                      | Elizabeth Meekins     |                                    |